# 明智光秀
明智 光秀（あけち みつひで）は、戦国時代から、安土桃山時代にかけての武将、大名。明智氏は第56代清和天皇を祖とする清和源氏頼光流多田源氏の一流土岐氏の流れを汲む一族であるが、光秀が同明智氏出身かは不明。
通説では美濃国の明智氏の支流の人物で、俗に美濃の明智荘の明智城の出身と言われているが、他の説もある。このため前歴不明。越前国の一乗谷に本拠を持つ朝倉義景を頼り、長崎称念寺の門前に十年ほど暮らし、このころに医学の知識を身に付ける。その後、足利義昭に仕え、さらに織田信長に仕えるようになった。元亀2年（1571年）の比叡山焼き討ちへ貢献し、坂本城の城主となる。天正元年（1573年）の一乗谷攻略や丹波攻略にも貢献した。
天正10年（1582年）、京都の本能寺で織田信長を討ち、その息子信忠も二条新御所で自刃に追いやり（本能寺の変）、信長親子による政権に幕を引いた。その後、自らも織田信孝・羽柴秀吉らに敗れて討ち取られたとされるが、当時光秀の首を確認したという文献資料は残されていない（山崎の戦い）。

## 生涯

### 出自・生年・出身地
『続群書類従』所収「明智系図」や『美濃国諸旧記』などでは、清和源氏の土岐氏支流である明智氏に生まれたとされるが、一次史料はない。その上、足利義昭が越前国に滞在している頃には、足利義輝期に創設された足軽衆（将軍直臣ではない者で構成された）に属していたことから、少なくとも足軽衆より格上である奉公衆に名を連ねた土岐氏流明智氏の本流出身ではないことは明らかである。しかし、細川家の宿老クラスだった薬師寺たちが、足軽衆に編制されていた以上、光秀が足軽衆に繰り入れられていたのも、当時の身分編制からすれば、おかしなことではない。父は江戸時代の諸系図などでは明智光綱・明智光国・明智光隆などと記載されるが、一次史料からは土岐明智氏嫡系の人物に「光」の字を有している者がいないため、江戸時代の創作であると考えられる。小林正信は、光秀の父とされる人物を史料上から見出すことはできない、と述べている。そのため、低い身分の土岐支流ともいわれている。小和田哲男は、光秀の父である人物が何度も変名したとすれば問題はないのかもしれないが疑問が残るとし、谷口研語は明智氏の系図は南北朝時代の時点ですでに錯綜しており、現存の系図はほとんど信用できないとしている。ただし、光秀と同年代に生きた立入隆佐が天正7年（1579年）頃に記した『立入左京亮入道隆佐記』には「美濃国住人ときの随分衆也」とあり、周囲の人間から土岐氏と関連した人物であると認識されていたことも事実である。
林則夫氏所蔵「明智光秀公家譜古文書」や「明智氏一族宮城家相伝系図書」などでは、明智光綱には実子がおらず、妹が嫁いでいた山岸信周（進士信周）の子（後の光秀）を養子としたとしている。
光秀は自身の出自に関する証言をほとんど残していないが、『多聞院日記』天正10年（1582年）6月17日条やルイス・フロイスの『日本史』には、義昭の御供衆であった細川藤孝に仕えていたことが記されている。また、『松雲公採集遺編類纂』所収の「戒和上昔今禄」という記録には、天正5年（1577年）に発生した興福寺と東大寺の相論の奉行を務めた光秀が「我、先祖致忠節故、過分ニ所知被下シ尊氏御判御直書等所持スレトモ」と発言したことが記されている。この記述に従えば、光秀の祖先が足利尊氏に仕えてその書状を光秀が持っていたということになる。つまり、光秀の家は、当初は室町幕府御家人に連なる方向にあったが、その後、守護土岐氏に仕える被官になっていった、土岐明智氏の傍流であったととらえた方がよい。明智氏初代の明智頼重は足利尊氏・足利義詮・足利義満の足利将軍家に仕えたとされる。
『尊卑分脈』には「光」の字を持つ明智（明地、明知）氏は、明地光高、明知光重、明地光兼など複数人が確認できるが、光秀とそれらの人物との関係を検討してみる必要があるように思われる。
光秀は将軍・足利義昭上洛早々の永禄11年（1568年）11月15日、近衛稙家の子で聖護院門跡の道澄、公家の飛鳥井雅淳、連歌の宗匠・紹巴ら錚々たる人々が出座した格式高い連歌の席に、弘治年間（1555年-1558年）からしばしば連歌会に名を連ね、一流文化人と認められていた細川藤孝に伴われて同座している。このような格式高い連歌会に同座できたことから、光秀が無名時代に相当高いレベルの連歌の素養を身に付けていたこと、および将軍・足利義尚、将軍・足利義材、将軍・足利義澄直臣の奉公衆であり、寛正3年（1462年）に頼宣の名で細川勝元と連歌に同座して以来、細川管領家が毎年催した細川千句に参加するなど、連歌を通じて幕府・朝廷・連歌界に幅広い人脈を有し、武家でありながら、延徳元年（1489年）12月に宗祇から連歌宗匠の後任に推薦され、明応4年（1495年）1月6日の『新撰菟玖波祈念百韻』に出座し、『新撰菟玖波集』に9句入集を果たした、当時の連歌界の超有名人である明智玄宣（光高）の曾孫（光秀の父明智光兼、祖父明智光重）の可能性が指摘されている。小和田哲男は、細川藤孝が足利義昭の越前滞在中に、「もしや奉公衆の明智の一族か」と光秀に接近し、光秀が藤孝の手足となって義昭の上洛を手助けしたのではないかと考えている。
応仁の乱では、玄宣は幕府奉公衆として東軍に属したが、玄宣の叔父の明智頼弘は西軍に与せず美濃に帰って領地を守った。また、美濃守護の土岐成頼は西軍の主力として戦い、応仁の乱後は、西軍の担いだ足利義視・義材父子を文明9年（1477年）から延徳元年（1489年）までの12年間美濃に保護したので、玄宣と成頼や義材との関係は良好でなかったと推測される。玄宣の系統は土岐明智氏の嫡流であったが、内部抗争が起こり、明応4年（1495年）に将軍・足利義高（後に義澄）の裁定により、従兄弟の頼定と美濃の知行が折半となった。文亀2年（1502年）、頼定の子・頼尚が知行の大部分を支配してその正当性を主張し、嫡男の頼典を義絶して頼明に家督を譲った。玄宣の系統はその後没落した。『明智軍記』などによると、光秀は義絶された頼典の孫となっている。
当時の美濃国は守護・土岐政房の後継者争いが起こり、嫡男の頼武を守護代の斎藤利良が担ぎ、次男の頼芸を小守護代の長井長弘とその家臣の長井新左衛門尉（斎藤道三の父）が担いだ為、戦となった。永正14年（1517年）12月、頼武派が勝利して、頼芸は尾張に逃れた。永正15年（1518年）8月、永正9年（1512年）に守護の土岐政房と対立して尾張に逃れていた前守護代の斎藤彦四郎が加勢して、頼芸は美濃に攻め入って勝利し、頼武は越前に逃れた。永正16年（1519年）、頼武は朝倉氏の援護を得て美濃に侵入し、美濃北半分を支配して守護となり、永正17年（1520年）に大桑城を築いた。大永5年（1525年）8月、頼武と頼芸の間で大乱が起こり、頼武は死亡したか、越前へ逃れたと見られる。大永9年（1526年）9月、玄宣の子で奉公衆の明智政宣が京から東国に赴いた。

#### 生年
生年は信頼性の高い同時代史料からは判明せず、不詳である。ただし、後世の史料によるものとして、『明智軍記』などによる享禄元年（1528年）説、および『当代記』による永正13年（1516年）説の2説がある。また、近年その存在が広く紹介されるようになった津山藩森家の記録である『武家伝聞録』 所収の「古今之武将他界之覚」（巻一）では享年七十と記されており、逆算すると永正10年（1513年）となる。また、江戸時代には大永6年（1526年）生まれとする説もあったという。一方、橋場日月は『兼見卿記』にある光秀の妹・妻木についての記述から、光秀の生年は大幅に遅い天文9年（1540年）以降と推定している（この場合、天文3年（1534年）生の織田信長より年下となる）。

#### 生誕地、幼少期の土地
『明智軍記』によると、生地は美濃国の明智荘の明智城（現・岐阜県可児市）と言われる。少なくとも美濃国（岐阜県南部）周辺で生まれたのは事実とみられている。谷口研語によると、『続群書類従』本「明智系図」や「土岐文書」に見える明智氏の家系は、可児郡明智荘を伝領した形跡がなく、戦国時代の可児郡明智壮に明智城があり、そこに土岐明智氏が拠っていたことを証明する確実な史料は、今のところ１点も発見されていない。光秀の父が土岐頼武に仕えたとしたら、光秀の生地は福光館（現・岐阜市福光東町）近傍か、玄宣の領地、おそらく頼尚所領譲状に半分知行と書かれた駄智村（現・土岐市駄知町）・細野村（現・土岐市鶴里町細野）ということになる。ただし、光秀が頼尚や玄宣などの奉公衆・明智氏とは別系統の明智氏出身であることが明らかになっているので、現在では可児郡明智荘（現・可児市瀬田）の明智城出身とする説が有力である。また、1525年に土岐頼武が敗れた際、光秀は越前国に逃れ、そこで幼少期を過ごした可能性が指摘されている。越前国における伝承によると、一乗谷周辺の栃泉町の小字「坊の城」は光秀が幼少期に母とともに居住した場所とされ、同町内の小字「西畦」では光秀が薪割りをしたとの伝承も残る。
このほかに、近江国出生説もある。江戸時代前期に刊行された『淡海温故録』には、光秀の2、3代前の祖先が土岐氏に背いて六角氏を頼り、近江国犬上郡で生まれ育ったと記述する。同郡の多賀町佐目（さめ）には「十兵衛屋敷跡」（十兵衛は光秀通称）と呼ばれてきた場所がある。光秀の初期活動は近江で確認され、多賀町説は簡単に除けられないと指摘されている。岐阜県瑞浪市説や、後述する同県大垣市上石津町説を含めて、出生地とされる地域は6ヵ所ある。

#### 青年期
青年期の履歴は不明な点が多い。光秀は美濃国の守護・土岐氏の一族で、『明智軍記』によると、土岐氏に代わって美濃の国主となった斎藤道三に仕えるも、弘治2年（1556年）、道三・義龍の親子の争い（長良川の戦い）で道三方であったために義龍に明智城を攻められ、一族が離散したとされる。
一方で、年未詳8月22日付で前野丹後守に宛てた光秀書状に、「……仍次郎越州へ罷越候ニ付て、朝倉殿より被進候御状之通被仰下候、令畏存候、……然ニ越州御同心之筋目候之条、致満足候、……」とあり、次郎という人物が越前に行くことや朝倉氏がその人物に味方することについて書かれている。土岐家惣領は代々次郎を名乗っており、光秀は土岐頼純の側近として仕え、土岐頼芸・斎藤道三と対峙していたとされる。この光秀書状は天文13年（1544年）に年次比定されている。
天文4年（1535年）8月、頼純は朝倉氏と六角氏の支援を得て、頼芸を担ぐ道三と戦い敗れ、母の兄である朝倉孝景を頼って、越前へ逃れた。天文5年（1536年）9月にも、頼純は道三と戦った。天文6年（1537年）2月、頼芸・道三と頼純・朝倉氏・六角氏が和睦し、天文7年（1538年）8月、頼純は越前から美濃に帰国し、大桑城に入った。天文12年（1543年）末、頼純は道三と大桑で戦い敗れ、織田信秀を頼って尾張へ逃れた。天文13年（1544年）9月、朝倉氏・織田氏の支援を得て、朝倉軍とともに、美濃に攻め込んだが、道三に敗れ越前に逃れた。天文15年（1546年）、頼純は道三と和解し、美濃へ帰国し、道三の娘を娶った。天文16年（1547年）11月、頼純は24歳の若さで急死。道三による暗殺とみられている。光秀は頼純の死後も美濃に留まったとみられ、『美濃明細記』には、弘治2年（1556年）の長良川の戦いで斎藤義龍軍に参陣した32人の土岐一族の武将の5番目に、明智十兵衛という名前がある。
その後、光秀は越前国の朝倉義景を頼り、10年間仕え、長崎称念寺門前に居住していたとも言われる。『武家事紀』には「元濃州明智人也、朝倉義景家臣黒坂備中守所ニツカヘ、後細川藤孝ニ仕ユ、藤孝カ處ヲ出テ、直ニ将軍家義昭ニ奉公ノ列タリ」とあり、黒坂備中守景久は舟寄城主で、舟寄城と称念寺は約500メートルの距離である。越前国に在住していた傍証は、越前地付きの武士の服部七兵衛尉宛の、天正元年8月22日（1573年9月18日）付け光秀書状がある。

#### 光秀の躍進
2016年時点で判明している限りでは、「米田文書」（個人蔵）に含まれる『針薬方』が光秀の史料上の初見である。これは2014年に熊本藩細川家の家臣で医者だった米田貞能（米田求政）の、熊本市にある子孫の自宅で発見された医学書で、光秀自身が「高嶋田中籠城之時（高嶋田中城に籠城）」に語った内容を含んでいる沼田勘解由左衛門尉の所持本を、永禄9年10月20日（1566年12月1日）に近江坂本において米田貞能が作成した写本である。定説の元となった『明智軍記』には、永禄9年10月9日に光秀は越前から美濃の岐阜に来たと書かれているが、光秀は『針薬方』が書かれた永禄9年10月20日以前に、幕府方として、高嶋田中城に籠城したことになる。
その後の調査の結果、明智光秀が若き日に語った医学的知識を、人づてに聞いた米田によりまとめられたものだと推測されており、出産や刀傷の対処法など、当時としては高度な医学的知識に関する記述などが見られ、この古文書を一般公開した熊本県立美術館は、光秀が信長に仕える前は医者として生計を立てていた可能性があることを推測させる貴重な資料だとしている。
確定はできないものの、光秀の「高嶋田中籠城之時」は、永禄8年5月9日（1565年6月7日）に室町幕府第13代将軍・足利義輝が暗殺された（永禄の変）直後であると考えられるが、前述の朝倉義景仕官時代と重なる恐れがある。田中城は現在の滋賀県高島市安曇川町にあった湖西から越前方面へ向かう交通の要衝で、かねてからここを拠点に活動していたと見れば、後の元亀2年（1571年）に滋賀郡に領地を与えられるのも理解しやすくなる。
義昭は各地に檄文を発していたので、身を持て余していた人々が馳せ参じたかもしれず、光秀もその一人だったと考えられる。そして、琵琶湖の西部に位置する高嶋の地に軍事的緊張が高まった永禄9年8月から10月20日の間に、足利義昭方として、対三好軍戦の防御網の一角である高嶋田中城詰に参加し、その後家臣団の整備の際に足軽衆として正式に編入されたのだろう。
一方で、永禄9年に入り、江北の浅井長政は高島郡の山徒・土豪を引き入れるかたちで積極的に高島郡への進出を図った。長政は饗庭氏を中心とする山徒「三坊」（西林坊・定林坊・宝光坊）に、味方に付いたなら、保坂関所・万木の正覚寺跡・河上庄六代官のうち朽木殿分・善積庄八坂名を与えることを約束し、山徒千手坊には「河上六代官之内田中殿分」を与えると約束し、幕府御家人朽木・田中氏らの所領押領を図った。その後の在地の状況が具体的にどのようであったかは不明であるが、5月19日付けで義昭の申次を務めた奉公衆・曽我助乗宛ての光秀書状「高嶋之儀、饗庭三坊之城下迄令放火、敵城三ヶ所落去候て今日帰陣候、然処、従林方只今如此註進候、可然様御披露肝要候、………」があり、近江高嶋で饗庭三坊と呼ばれる西林坊・定林坊・宝光坊の城下に放火し、敵城三カ所を落としたこと、林方よりの注進を義昭に披露してほしいことが書かれている。この光秀書状は、元亀3年（1572年）に年次比定されているが、米田文書の再発見、「来迎寺文書」（4月18日付で長政が西林坊・定林坊・宝光坊の忠節を褒め、知行（朽木氏・田中氏の領地を含む）をあてがう旨の書状）などにより、文禄9年に年次比定されるべきであり、「高嶋田中籠城之時」の同年5月ごろまでに光秀は義昭に加勢していたと指摘されている。

#### 足利義昭との関係
永禄8年（1565年）5月19日、三好三人衆や松永久秀らによって、兄の将軍足利義輝、母の慶寿院、弟の鹿苑寺の院主周暠を殺害され（永禄の変）、院内に幽閉されていた南都興福寺一条院門跡であった覚慶（足利義昭）は同年7月28日、大和国から脱出し、翌日近江国甲賀郡和田（現・滋賀県甲賀市）に到着して、和田惟政の屋形に入った。この脱出には、朝倉義景の働きかけもあった。その直後から義昭は織田信長を含む各地の武将に上洛と自身の将軍擁立を促し、和田惟政や細川藤孝が使者に立ち信長は了承したが、当時は美濃国平定前であった。義昭が幕府再興でもっとも期待をよせていたのは、織田信長と上杉謙信の二人であった。8月14日付で朝倉義景の重臣前波吉継が義昭を越前に迎える意思を表明した返書を和田惟政宛てに送っており、光秀が義景から派遣された可能性も考えられる。
同年11月、三好一門の内訌（三好三人衆対松永久秀）が起こり、戦火が畿内全域に広がると、同年12月21日、義昭は六角氏（六角義賢）の好意で同じ近江国内の野洲郡矢島（現・滋賀県守山市）の少林寺に移座し、翌年2月17日に還俗して義秋に改めた。
「米田文書」の『針薬方』には、「右一部、明智十兵衛尉高嶋田中籠城之時口伝也」という奥書を持つ沼田勘解左衛門尉の所持本を、米田貞能が近江坂本において写したとあり、光秀はこれが書かれた永禄9年10月20日以前に、義昭に加勢し、高嶋田中城に籠城した。
永禄9年（1566年）4月、義昭側が織田・斎藤両家の間に和睦を結ばせたので、信長は同年8月29日（1566年9月12日）に美濃の国境へ出兵したが、斎藤龍興によって撃退され、上洛は頓挫した。
同年8月3日、矢島を襲撃しようとした三好三人衆の兵を坂本で迎撃して、難を逃れ、また同年夏頃、六角氏が松永久秀を圧倒した三好三人衆と手を結んだため、同年8月29日夜半、義昭は妹婿である若狭国守護・武田義統の下に逃れたが、この頃武田氏の家中で騒擾が起き、攪乱していたため、越前の朝倉氏を頼り、同年9月8日、敦賀に至った。しばらくここで過ごした。
永禄10年（1567年）11月21日、朝倉氏の本拠地である一乗谷（現・福井県福井市）の安養寺に移座し、永禄11年4月15日に元服して義昭に改めた。足利幕府の役人名簿である『永禄六年諸役人附』の後半部の足軽衆に「明智」と書かれているが、外様衆に「織田尾張守信長」と「三好左京太夫義継」が書かれていることから、『永禄六年諸役人附』の後半部の作成時期は永禄10年2月から永禄11年5月が妥当とされており、義昭が越前にいる間に作成されたことになる。光秀は安養寺から3キロほど離れた東大味に居住していたとみられる。東大味から峠を一つ越えれば、一乗谷である。東大味から一乗谷へと続く峠越えの道は「大手道」と呼ばれ、一乗谷城下町に向う正面（表）の道であり、一乗谷から東大味を経て、越前国府（武生市・現越前市）そして京都へとつながる道である。
義昭が信長に不信を募らせて、いったん見切りをつけ、さらに各地に援助を求め朝倉義景を頼ったことから、光秀は義昭と接触を持つこととなった。しかし、義昭が上洛を期待しても義景は動かない。光秀は「義景は頼りにならないが、信長は頼りがいのある男だ」と信長を勧め、そこで義昭は永禄11年6月23日（1568年7月17日。『細川家記』）、斎藤氏から美濃を奪取した信長に対し、上洛して自分を征夷大将軍につけるよう、前回の破綻を踏まえて今回は光秀を通じて要請した。しかしながら、信長は永禄8年（1565年）に上洛の意志があることを表明しており、永禄9年以降、藤孝はしばしば義昭の上使として自ら尾張へ行っているため、この光秀のすすめによって藤孝が信長との交渉を始めたという『細川家記』の記述は疑わしい。2回目の使者も細川藤孝だが、信長への仲介者として光秀が史料にまとまった形で初めて登場する。この記事に「信長の室家に縁があってしきりに誘われたが大祿を与えようと言われたのでかえって躊躇している」と紹介している。光秀の叔母は斎藤道三の夫人であったとされ、信長の正室である濃姫（道三娘）が光秀の従兄妹であった可能性があり、その縁を頼ったとも指摘されている。また、従兄妹でなくても何らかの血縁があったと推定される。斎藤利治も末子（弟）で同様との指摘もある。
永禄11年7月頃、美濃国を併呑し、北伊勢を攻略した信長が義昭に「上洛戦のお供をしたい」と言上してきたので、義昭は越前を去り、同年7月22日、美濃国岐阜に到着した。
小和田哲男は、将軍・義輝の近臣の名を記録した『永禄六年諸役人附』「光源院殿御代当参衆并足軽以下衆覚」（『群書類従』収載）に見える足軽衆「明智」を光秀と解し、朝倉義景に仕えるまでの間、足軽大将として義輝に仕えていたとする。しかし『永禄六年諸役人附』は、記載された人名から前半の義輝期と後半の足利義昭の将軍任官前の二部に分かれ、「明智」の記載があるのは後半部であり、義昭時代から足軽衆として仕え高位ではなかったとも言われる。
なお、この足軽衆とは雑兵ではなく、行列などの際に徒歩で従う侍のことであり、戦場で稀有の働きを期待された精鋭部隊の兵士という意味であり、将軍義輝の段階で創設され、出自は多士済々であるが、将軍直臣でない者たちで構成されていたとされる。これは末尾に名字だけで記載され、当時の義昭にとって光秀は取るに足りない存在だとうかがわせる。室町幕府では、土岐氏は三管領四職家に次ぎ諸家筆頭の高い家格で、十余支族も幕府奉公衆となり、土岐明智氏などは将軍家と結んで独自の地位を築いた。その奉公衆や外様衆などの高位に就いてきた「土岐明智氏」の家系に連なる者を、形式的な伝統を重んじ家格に配慮する義昭が、足軽衆に格下げして臣従させたことになり、「土岐明智氏」なのか疑問がもたれている。また、光秀を奉公衆「土岐明智氏」と直接結びつけた現存の系譜の信憑性に疑いを持って「土岐明智氏」が事実だとしても傍流出身であったとする説もある。しかも、光秀が幕府に仕えた頃には、所領を失って領主としての性質は持っておらず、越前の朝倉義景に属していたわけだから、奉公衆ではなく、足軽衆とする幕府の判断も妥当だろう。また、細川家の宿老クラスだった薬師寺たちが、足軽衆に編制されていた以上、「立入左京入道隆佐記」で美濃守護土岐氏の重臣の一人だったとされ、薬師寺たちと同様の立場だった光秀が足軽衆に繰り入れられていたのも、当時の身分編制からすれば、おかしなことではない。ただし、現在残されている番帳（『永禄六年諸役人附』）は原本とは見なされず、足軽衆「明智」は後世の追記と見る説もある。
小林正信は、永禄の変で父子とも死亡記録のある室町幕府奉公衆の実力者の進士晴舎の息子・進士藤延が生き残り、改名して明智光秀になり、光秀の妹・御ツマキは義輝の側室小侍従局、光慶は小侍従局が産んだ義輝の子である、と主張している。

#### 細川藤孝と朝倉家との関係
本能寺の変後に、ルイス・フロイスの『日本史』や英俊の『多聞院日記』には、光秀は元は細川藤孝に仕える足軽・中間（主人の身のまわりの雑務に従事する武士の最下層）であったと記すが、これは両者の地位に大きな差があったということで、当時には何らかの上下関係があったと見てよい。そのほか、寛文4年（1664）に百歳で没した江村専齊という医者が語った話を聞き書きした『 老人雑話』にも、「光秀は初め藤孝の家臣だった」と書かれている。また、元禄9年（1696）に肥前平戸藩主・松浦鎮信が編纂した『武功雑記』にも、「明智は細川藤孝の家臣だった」と書かれている。
信長への仕官の初祿は『細川家記』では500貫文で朝倉家と同額としており、これは雑兵ら約百人を率いて馬に乗り10騎位で闘う騎馬（）の身分であり、通説となってきた。しかし、太田牛一の『太田牛一旧記』では、朝倉家で「奉公候ても無別条一僕の身上にて」と、特色の無い部下のいない従者1人だけの家臣だと記述している。

### 足利義昭の家臣から織田信長の家臣へ
永禄11年9月26日（1568年10月16日）、義昭の上洛に加わる。
同年11月15日、近衛前久の弟で聖護院門跡の道澄が主催し、信長の右筆である明院良政を主賓にすえた連歌会で、道澄、雅淳、紹巴、昌叱、藤孝らと同座し、6句詠んだ。
永禄12年1月5日（1569年1月21日）、三好三人衆が義昭宿所の本圀寺を急襲した（本圀寺の変）。防戦する義昭側に光秀もおり、『信長公記』への初登場となる。その翌月から文書発給に携わり始め、2月29日に光秀・村井貞勝・日乗上人連署で文書を発給している。
同年4月頃から木下秀吉（後に羽柴へ改姓）、丹羽長秀、中川重政と共に織田信長支配下の京都と周辺の政務に当たり、事実上の京都奉行の職務を行う。秀吉・光秀の連署した賀茂荘中宛文書、秀吉・丹羽長秀・中川重政・光秀の連署した公家の立入左京亮宛文書、宇津右近大夫宛文書が発行されており、幕府奉公衆として署名したとみられる。
『言継卿記』には、永禄12年6月と7月に、信長方の朝山日乗と幕府方の光秀が対になって朝廷方と対応していることが書かれている。6月20日、言継が日乗を訪問し、東寺に関する依頼事項について質問したところ、「光秀に度々申し入れているが返事がない」と日乗が答えている。7月12日、言継は、日乗と光秀に立入左京亮に関する件を書状で申し入れている。元亀元年（1570）に年次比定されている4月10日付の『東寺百合文書』に、光秀が幕府の命と称して八幡宮山城下久世荘を押領しているのを止めさせるように東寺が要求した幕府宛の文書があるが、1年前の永禄12年4月の可能性が指摘されている。義昭は永禄12年1月の本圀寺の変で手柄を立てた光秀を早々に奉公衆に取り立て、下久世荘を給付した。これに対して東寺は幕府だけでなく、朝廷にも働きかけた。
同年10月、信長と義昭が意見の食い違いで衝突して信長が突如として岐阜に戻ってしまう。
永禄13年（1570年）1月23日、信長が義昭に承認させた「五ヶ条の誓書」の宛名は、光秀と朝山日乗となっている。同日、信長名で「禁裏と将軍御用と天下静謐のために信長が上洛するので、共に礼を尽くすため上洛せよ」との触れが全国の大名に出される。同年2月30日には上洛した信長が光秀の邸宅を宿所としている。
同年1月26日、公家の山科言継は幕府奉公衆へ年頭の礼に回り、その中に光秀も含まれており、光秀はすでに幕府直参の奉公衆となっており、上京に住んでいた。
同年3月1日（1570年4月6日）、信長は将軍から離れた立場で正式に昇殿し、朝廷より天下静謐執行権を与えられる。
元亀元年4月28日（1570年6月1日）、光秀は金ヶ崎の戦いで信長が浅井長政の裏切りで危機に陥り撤退する際に池田勝正隊3,000人を主力に、秀吉と共に殿を務めて防戦に成功する。
同年4月30日（1570年6月3日）、丹羽長秀と共に若狭へ派遣され、武藤友益から人質を取り、城館を破壊して5月6日帰京する。またこの頃、義昭から所領として山城国久世荘（現・京都市南区久世）を与えられている（『東寺百合文書』）。
同年6月28日、光秀は姉川の戦いに参加したようだ。『松平記』には、「越前衆に向て、一番柴田明智、二番家康、三番稲葉一鉄」と記されている。
同年9月、志賀の陣にも参陣しているが、兵力は300人から400人と大きくなく、戦の小康状態の時に宇佐山城を任され、近江国滋賀郡と周囲の土豪の懐柔策を担当した。
元亀2年（1571年）には、三好三人衆の四国からの攻め上りと同時に石山本願寺が挙兵すると、光秀は信長と義昭に従軍して摂津国に出陣した。
同年9月12日の比叡山焼き討ちで中心実行部隊として（和田秀純宛「仰木攻めなで切り」命令書）武功を上げた。信長から近江国滋賀郡5万石を与えられ、坂本城を築いた。
柴辻俊六は光秀と他の幕臣及び織田家家臣との文書の連署状況や、滋賀郡の拝領が信長に没収された延暦寺領の処理の一環として佐久間信盛らと同時に与えられていることから、宇佐山城に入った時点の光秀の身分は幕臣であったが、滋賀郡を与えられたのを機に織田家の家臣に編入されたとみる。9月30日付で寺社などに米の徴収を命じた光秀・島田秀満・塙直政・松田秀雄連署の通達が出されたことが『言継卿記』に書かれており、島田、塙は織田の武将であり、松田は幕府の奉公衆であり、この連署状は光秀が信長家臣として最初に署名したとみることができる。また、12月10日付で信長宛に朝廷から綸旨が出され、光秀が横領した諸門跡領を返還するよう命じたことが『言継卿記』に書かれており、信長宛に綸旨で命じたということは、光秀が信長の家臣であることを朝廷が認めていたことになる。
同年12月頃、義昭に「先の見込みがない」と暇願いを出すが（曾我助乗宛暇書状）、不許可となる。なお、暇願い提出の原因として旧延暦寺領の支配を任された光秀が信長と敵対したことを理由に所領の押領を図り、義昭の怒りを買ったからとする説があり、結果的に信長と義昭の対立の一因を光秀が引き起こした可能性もある。元亀3年（1572年）4月、河内国への出兵に従軍した折では、まだ義昭方とする史料がある。
同年（元亀3年）9月、信長は義昭に対し、十七条の意見書を出し、義昭を批判した（異見十七ヶ条）。なお、この中で信長は、光秀の行動について擁護している。
元亀4年（1573年）2月、義昭が武田信玄を頼みとして挙兵。光秀は石山城、今堅田城の戦いに義昭と袂を別って信長の直臣として参戦した。この戦いには、明智弥平次、明智十郎左衛門、明智次右衛門、妻木主計、三宅藤兵衛、藤田傳五、松田太郎左衛門、池田壱岐守、比田帯刀らが参加して、義昭方の勇士58騎と、兵300余を討ち取り戦功を挙げた。しかし信長は将軍を重んじ義昭との講和交渉を進めるが成立寸前で、松永久秀の妨害で破綻した。
同年7月16日、織田勢は槇島にいた義昭を攻撃し、このとき光秀も従軍した。義昭は降伏し、追放され、室町幕府は事実上滅亡した。旧幕臣には伊勢貞興ら伊勢一族や諏訪盛直など、その後、光秀に仕えた者も多い。また、元亀2年から同3年の間に光秀の与力的な存在だった洛東の国衆は、義昭方についたため、義昭の追放後、光秀をはじめとする織田方に追討された。同年、坂本城が完成し、居城とした。
天正元年（1573年）7月、村井貞勝が京都所司代になるが、実際には天正3年（1575年）前半まで光秀も権益安堵関係の奉行役をして「両代官」とも呼ばれ連名での文書を出し単独でも少数出している。京都と近郊の山門領の寺子銭（税）も徴収している。
朝倉氏滅亡後の8月から9月まで、羽柴秀吉や滝川一益と共に越前の占領行政を担当し、9月末から溝尾茂朝（三沢秀次）、木下祐久、津田元嘉が代官として引き継いだ。
天正3年（1575年）7月、光秀は惟任（これとう）の賜姓と、従五位下日向守に任官を受け、惟任日向守となる。同じ日に塙直政は原田、丹羽長秀は惟住の名字を与えられており、光秀は彼らと同格、すなわち織田氏の重臣層に加えられたことを意味していた。

### 丹波攻略と畿内方面軍の成立
天正3年（1575年）の高屋城の戦い、長篠の戦い、越前一向一揆殲滅戦に、光秀は参加する。同年6月、信長から丹波国・丹後国の平定を命じられる。丹波国は山続きで、その間に国人が割拠して極めて治めにくい地域であった。丹波国人は親義昭派で、以前は信長に従っていたが義昭追放で敵に転じていた。
ただし、丹波国人全てが一致していた訳ではなく、桑田郡宇津荘の宇津頼重や船井郡の内藤如安は親義昭・反信長の姿勢を早くから示していたが、彼らと勢力争いをしていた船井郡の小畠永明は早くから信長に協力的で光秀とも面識があった。また、桑田郡今宮の川勝継氏も小畠の説得で織田方に転じていた。
7月に入ると、まず光秀は小畠・川勝の協力を得て宇津頼重攻めを始めるが、途中で信長より越前・丹後方面への援軍を命じられて離脱したところ、8月には宇津頼重に織田方の馬路城・余部城を攻められるなど苦戦する。また、丹後出兵の背景には信長の丹波攻略に対して曖昧な姿勢を示しながら、山名氏領である但馬の出石城・竹田城への攻略を進める氷上郡の赤井直正に対する牽制の意図があったという。
一旦坂本城に戻った光秀は、10月に改めて丹波攻略を開始すると、宇津頼重は戦わずに逃亡し、続いて竹田城攻略を断念して帰還した赤井直正の黒井城を包囲するが、天正4年（1576年）1月15日に八上城主・波多野秀治が裏切り、不意を突かれて敗走する。この結果、直後に信長から朱印状を与えられている小畠・川勝以外の国人の多くが離反したとみられている。
天正4年（1576年）4月、石山本願寺との天王寺の戦いに出動するが、同年5月5日に逆襲を受けて司令官の塙直政が戦死する。光秀も、天王寺砦を攻めかかられ、危ういところを信長が来援し助かる。23日には過労で倒れたため、しばらく療養を続けた。
同年11月7日（1576年11月27日）、正室の煕子が坂本城で病死する。この頃、光秀は余部城を丹波の本拠にしていたが、安定した本拠地として亀山に城を築くことを決めて、翌天正5年（1577年）1月より準備を進めている。
天正5年（1577年）、紀州雑賀攻めに従軍する。同年10月、松永との信貴山城の戦いに参加して城を落とす。同月に丹波攻めを再開して翌月には籾井城を落とすが一時的なもので、以降は長期戦となる。そして難敵となった八上城を包囲し続け、その後も丹波攻めと各地への転戦を往復して繰り返す。
天正6年（1578年）3月、氷上郡の赤井直正が病死すると、再度丹波に出陣して園部城の荒木氏綱を降伏させるが、4月29日（1578年6月4日）には、毛利攻めを行う秀吉への援軍として播磨国へ派遣され、同年6月に神吉城攻めに加わる。ところが9月に入ると丹波国人の大規模な反乱が発生して亀山城防衛の要地であった馬堀城までも一時占拠され、光秀は急遽亀山城に入ると奪われた城を奪回した。
同年10月下旬、信長に背いた摂津の荒木村重を攻めて有岡城の戦いに参加する。ところがこの段階では亀山城は完成しておらず、村重の乱を知った波多野軍は一時八上城を包囲する明智軍に攻勢をかけている。
光秀の三女・玉子（洗礼名・ガラシャ）と細川忠興が勝竜寺城で結婚する。主君信長の構想に基づく命令による婚姻であったことに特徴がある。
同年8月11日、信長が光秀に出した判物があり（『細川家記』）、光秀の軍功を激賛、細川幽斎の文武兼備を称え、細川忠興の武門の棟梁としての器を褒めた内容で、それらの実績を信長が評価したうえで進めた光秀の娘玉子と細川忠興との政略結婚であったことが知られるが、ただ懸念されるのは、この判物の文体が拙劣であり、戦国期の書式と著しく異なっていることである。このことから偽作の可能性が高い古文書とされている。
天正7年（1579年）、丹波攻めは最終段階に入っていたが、1月には波多野軍の反撃で丹波の国人では数少ない一貫した親織田派であった小畠永明が討死する。光秀は永明の遺児に明智の名字を与えて、小畠一族には一時的な名代を立てるのは許すが、将来は必ず永明の子を当主に立てることを命じている。しかし、同年2月には包囲を続けていた八上城が落城。同年8月9日（1579年8月30日）、黒井城を落とし、ついに丹波国を平定。さらに、すぐ細川藤孝と協力して丹後国も平定した。
天正8年（1580年）、信長は感状を出し褒め称え、この功績で、丹波一国（約29万石）を加増されて合計34万石を領する。さらに、本願寺戦で戦死した塙直政の支配地の南山城を与えられる。亀山城・周山城を築城し、横山城を修築して「福智山城」に改名した。黒井城を増築して家老の斎藤利三を入れ、福智山城には明智秀満を入れた。同年の佐久間信盛折檻状でも「丹波の国での光秀の働きは天下の面目を施した」と信長は光秀を絶賛した。
また丹波一国拝領と同時に丹後国の長岡（細川）藤孝、大和国の筒井順慶等の近畿地方の織田大名が光秀の寄騎として配属される。これにより光秀支配の丹波、滋賀郡、南山城を含めた、近江から山陰へ向けた畿内方面軍が成立する。また、これら寄騎の所領を合わせると240万石ほどになり、歴史家の高柳光寿は、この地位を関東管領になぞらえて「近畿管領」と名付けている。
同年10月、信長は光秀らを大和検地奉行として奈良に派遣しており、これと関連する津田宗及の書状が残っていて、光秀と宗及の親しさが確認できる。
天正9年（1581年）には、安土左義長の爆竹と道具の準備担当をして、それに続く京都御馬揃えの運営責任者を任された。
同年6月2日（1581年7月2日）、織田家には無かった軍法を、光秀が家法として定めた『明智家法』後書きに「瓦礫のように落ちぶれ果てていた自分を召しだしそのうえ莫大な人数を預けられた。一族家臣は子孫に至るまで信長様への御奉公を忘れてはならない」という信長への感謝の文を書く。さらに翌年1月の茶会でも「床の間に信長自筆の書を掛ける」とあり（『宗及他会記』）、信長を崇敬している様子がある。
同年8月7・8日（1581年9月4・5日）に、光秀の実妹か義妹の「御ツマキ」が死去し、光秀は比類無く力を落とした（『多聞院日記』同年8月21日条）。公家等の日記に、ツマキ・妻木は散見する。これら『多聞院日記』ほかの妻木・ツマキの各自が同一人物なのか全く不明である。『多聞院日記』には御ツマキは信長の「一段ノキヨシ」とあり、歴史学者の勝俣鎮夫は「一段のキヨシ」を「一段の気好し」として、光秀の妹は信長お気に入りの側室で、その死去で光秀の孤立化が進み、本能寺の変の遠因となったとの説を立てている。だが「一段のキヨシ」を安土城の奥向きを束ねる地位にいた、とする見解もある。
同年12月4日（1581年12月29日）、『明智家中法度』5箇条を制定。大きくなった家臣団へ織田家の宿老・馬廻衆への儀礼や、他家との口論禁止及び喧嘩の厳禁と違反者即時成敗・自害を命じている。
天正10年3月5日（1582年3月28日）、武田氏との最終戦である甲州征伐では信長に従軍する。先行していた織田信忠軍が戦闘の主力で、今回は見届けるものであり、4月21日に帰還する。

### 本能寺の変

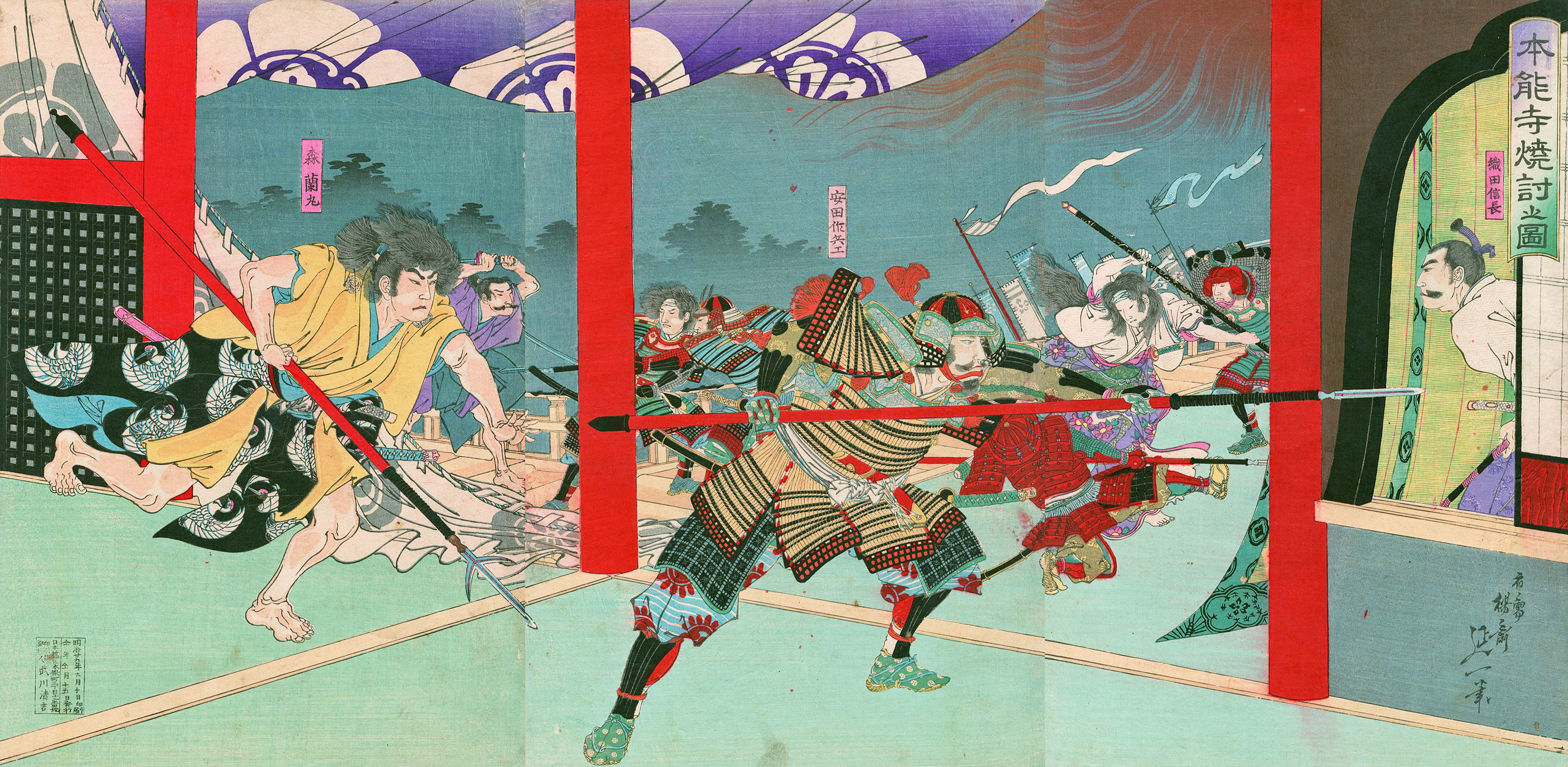
本能寺焼討之図

天正10年（1582年）5月、徳川家康饗応役であった光秀は任務を解かれ、羽柴秀吉の毛利征伐の支援を命ぜられ、同年6月2日（1582年6月21日）早朝に出陣する。その途上の亀山城内か柴野付近の陣で、光秀は重臣達に信長討伐の意を告げたといわれる。軍勢には「森蘭丸から使いがあり、信長が明智軍の陣容・軍装を検分したいとのことだ」として京都へ向かったという。
『本城惣右衛門覚書』によれば、雑兵は信長討伐という目的を最後まで知らされておらず、本城も信長の命令で徳川家康を討つのだと思っていた。光秀軍は信長が宿泊していた京都の本能寺を急襲して包囲した。光秀軍13,000人に対し、近習の100人足らずに守られていた信長は奮戦したが、やがて寺に火を放ち自害したとされている。信長の死体は発見されなかった。
その後、二条新御所にいた信長の嫡男・信忠と従兄弟の斎藤利治が、二条新御所において見事な防戦（奮戦）をしているのを確認し、降伏勧告をしたとされるが、利治は忠死を選んだ（『南北山城軍記』）、応援に駆け付けた村井貞勝と息子の村井貞成、村井清次や信長の馬廻りたちを共に討ち取った。また津田信澄（信長の弟・織田信行の子）は光秀の娘と結婚していたため、加担の疑いをかけられ大坂で神戸信孝（織田信孝）に討たれた。

### 山崎の戦いと最期

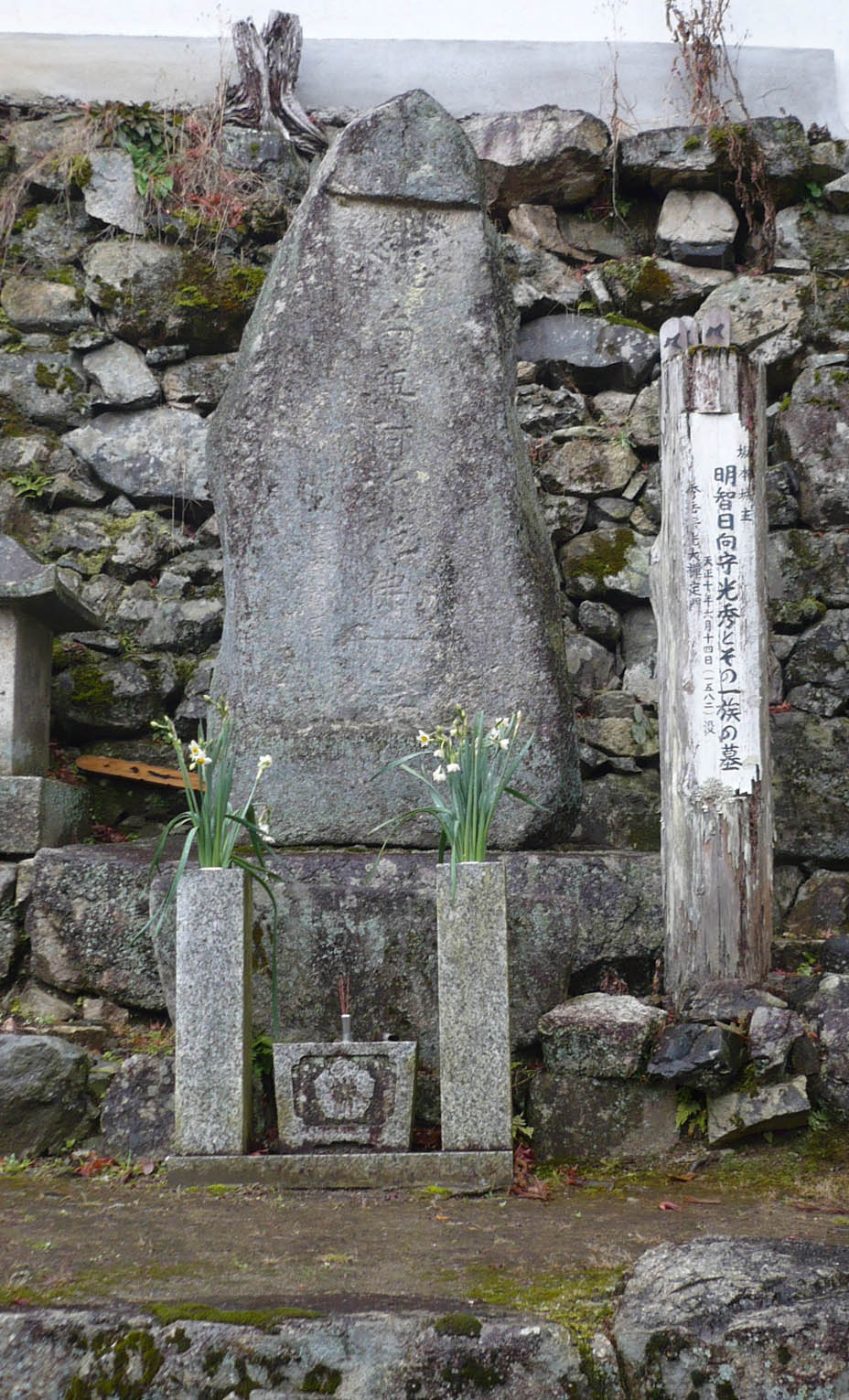
西教寺にある明智光秀とその一族の墓

光秀は京都を押さえると、すぐに信長・信忠父子の残党追捕を行った。さらに信長本拠の安土城への入城と近江を抑えようとするが、勢多城主の山岡景隆が瀬田橋と居城を焼いて近江国甲賀郡に退転したため、仮橋の設置に3日間かかった。光秀は、まず坂本城に入り同年6月4日（1582年6月23日）までに近江をほぼ平定し、同年6月5日には安土城に入って信長貯蔵の金銀財宝から名物を強奪して自分の家臣や味方に与えるなどした。
同年6月7日には誠仁親王は、吉田兼和を勅使として安土城に派遣し、京都の治安維持を任せている。京都市中が騒動し、混乱を憂いてのことと思われるが、この時に兼和は「今度の謀反の存分儀雑談なり」と記し「謀反」としている。光秀はこの後、同年6月8日に安土を発って、同年6月9日には宮中に参内して朝廷に銀500枚を献上し、京都五山や大徳寺にも銀各100枚を献納、勅使の兼見にも銀50枚を贈った。
だが、光秀寄騎で姻戚関係もある丹後の細川幽斎・忠興親子は信長への弔意を示すために髻を払い、松井康之を通じて神戸信孝に二心の無いことを示し、さらに光秀の娘で忠興の正室・珠（後の細川ガラシャ）を幽閉して光秀の誘いを拒絶した。『老人雑話』には「明智（光秀）、始め（は）細川幽斎の臣なり」とあり、両者の上下関係は歴然としていることから、細川幽斎には光秀の支配下に入ることを潔しとしない風があったとされている。
また、同じく大和一国を支配する寄騎の筒井順慶も秀吉に味方した。ただし、筒井に関しては秀吉が帰還するまでは消極的ながらも近江に兵を出して光秀に協力していた。また、詳細は後述するが、高山右近ら摂津衆を先に秀吉に押さえられたことが大きいとフロイスが『日本史』で指摘している。
本能寺の変を知り急遽、毛利氏と和睦して中国路の備中高松城から引き返してきた羽柴秀吉の軍を、事変から11日後の同年6月13日（1582年7月2日）、天王山の麓の山崎（現在の京都府大山崎町と大阪府島本町にまたがる地域）で新政権を整える間もなく迎え撃つことになった。
決戦時の兵力は、羽柴軍2万7千人（池田恒興4,000人、中川清秀2,500人、織田信孝、丹羽長秀、蜂屋頼隆ら8,000人。但し4万人の説もあり）に対し明智軍1万7千人（1万6千人から1万8千人の説もあり、さらに1万人余りとする説もある）。兵数は秀吉軍が勝っていたが、天王山と淀川の間の狭い地域には両軍とも3千人程度しか展開できず、合戦が長引けば、明智軍にとって好ましい影響（にわか連合である羽柴軍の統率の混乱や周辺勢力の光秀への味方）が予想でき、羽柴軍にとって決して楽観できる状況ではなかった。羽柴軍の主力は備中高松城の戦いからの中国大返しで疲弊しており、高山右近や中川清秀等、現地で合流した諸勢の活躍に期待する他はなかった。
当日、羽柴秀吉配下の黒田孝高が山崎の要衝天王山を占拠して戦術的に大勢を定めると勝敗が決したとの見方がある。だが、これは『太閤記』や『川角太閤記』『竹森家記』などによるものであり、良質な史料（『浅野家文書』『秀吉事記』）にはこの天王山占拠が記されていないため、現在では創作とされている。また他には、秀吉側3万5千人に対し、各城にも兵を残したため実数1万人程度で劣勢であり、戦いが始まると短時間で最大勢力の斎藤利三隊3千人が包囲され敗走し、早くも戦いの帰趨が決まった、との見解もある。
同日深夜、光秀は坂本城を目指して落ち延びる途中、小栗栖（現・京都府京都市伏見区小栗栖）において落ち武者狩りで殺害されたとも、落ち武者狩りの百姓に竹槍で刺されて深手を負ったため自害し、股肱の家臣・溝尾茂朝に介錯させ、その首を近くの竹薮の溝に隠したともされる。『太田牛一旧記』によれば、小栗栖で落ち武者などがよく通る田の上の細道を、光秀ら十数騎で移動中、小藪から百姓の錆びた鑓で腰骨を突き刺されたとする。その際、最期と悟った光秀は自らの首を「守護」の格式を表す毛氈鞍覆（もうせんくらおおい）に包んで知恩院に届けてくれと言い残したという。
光秀のものとされる首は、発見した百姓により翌日、村井清三を通じて信孝の元に届き、まず本能寺でさらされた。その後同月17日に捕まり斬首された斎藤利三の屍とともに京都の粟田口（現・京都府京都市東山区・左京区）に首と胴をつないでさらされた後、同年6月24日に両名の首塚が粟田口の東の路地の北に築かれたとされる（『兼見卿記』）。安土城で留守を守っていた明智秀満は、同年14日に山崎での敗報を受けて残兵とともに坂本城へ戻ったが、多くが逃亡。やがて坂本城が包囲され、光秀が集めた財宝が失われるのを惜しみ、目録を添えて包囲軍に渡した（『川角太閤記』）。籠城戦も無理だと判断して、光秀の妻子と自分の妻子を殺し、城に火を放って自害した。細川氏に嫁いだ三女の珠子を除いて、光秀と秀満、および明智勢に加わった武将の一族も山崎の戦い後において織田勢の追討により尽く誅され、明智氏はこれにおいて断絶した。

## 人物・評価

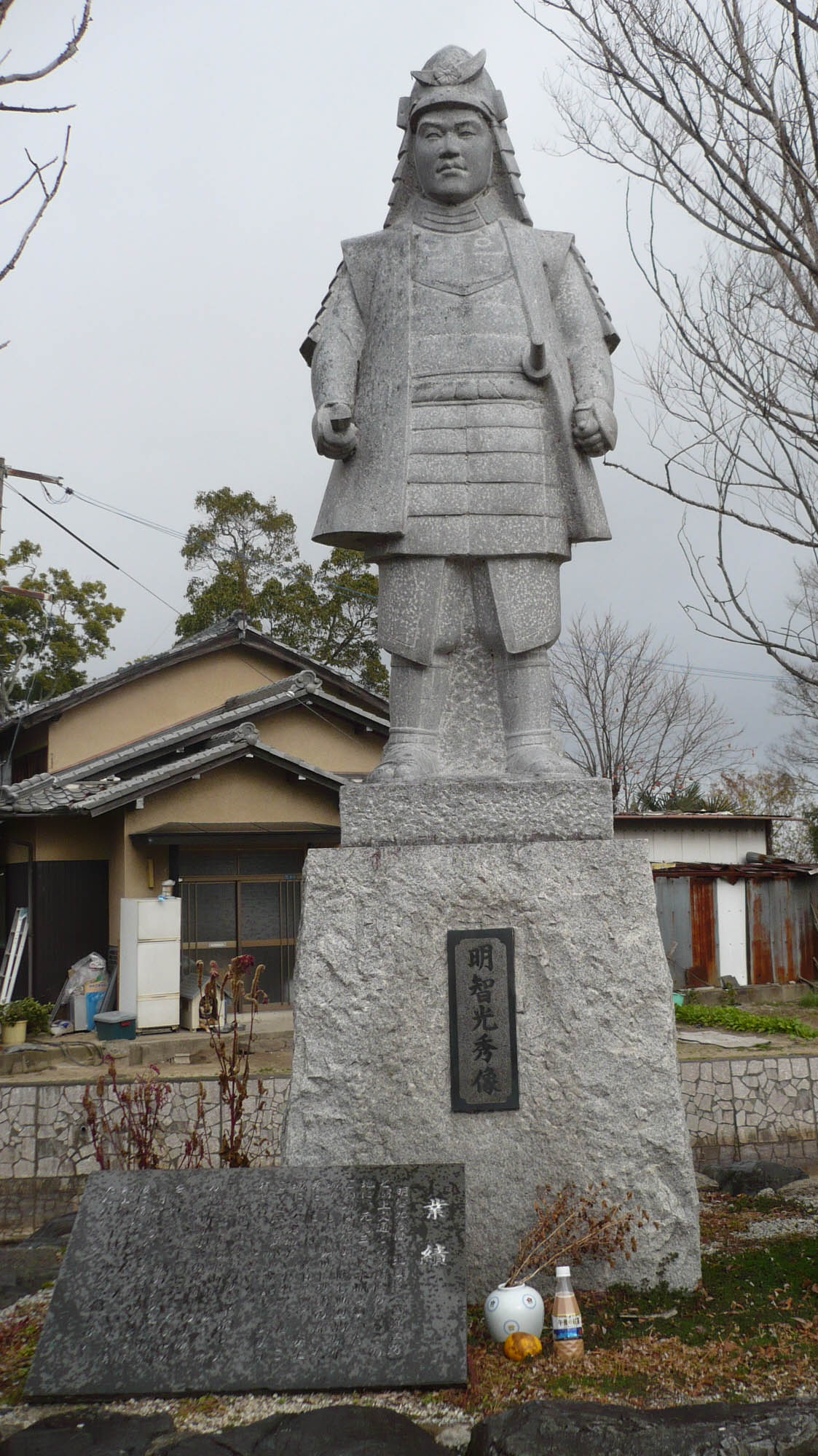
明智光秀の像（坂本城址公園内）

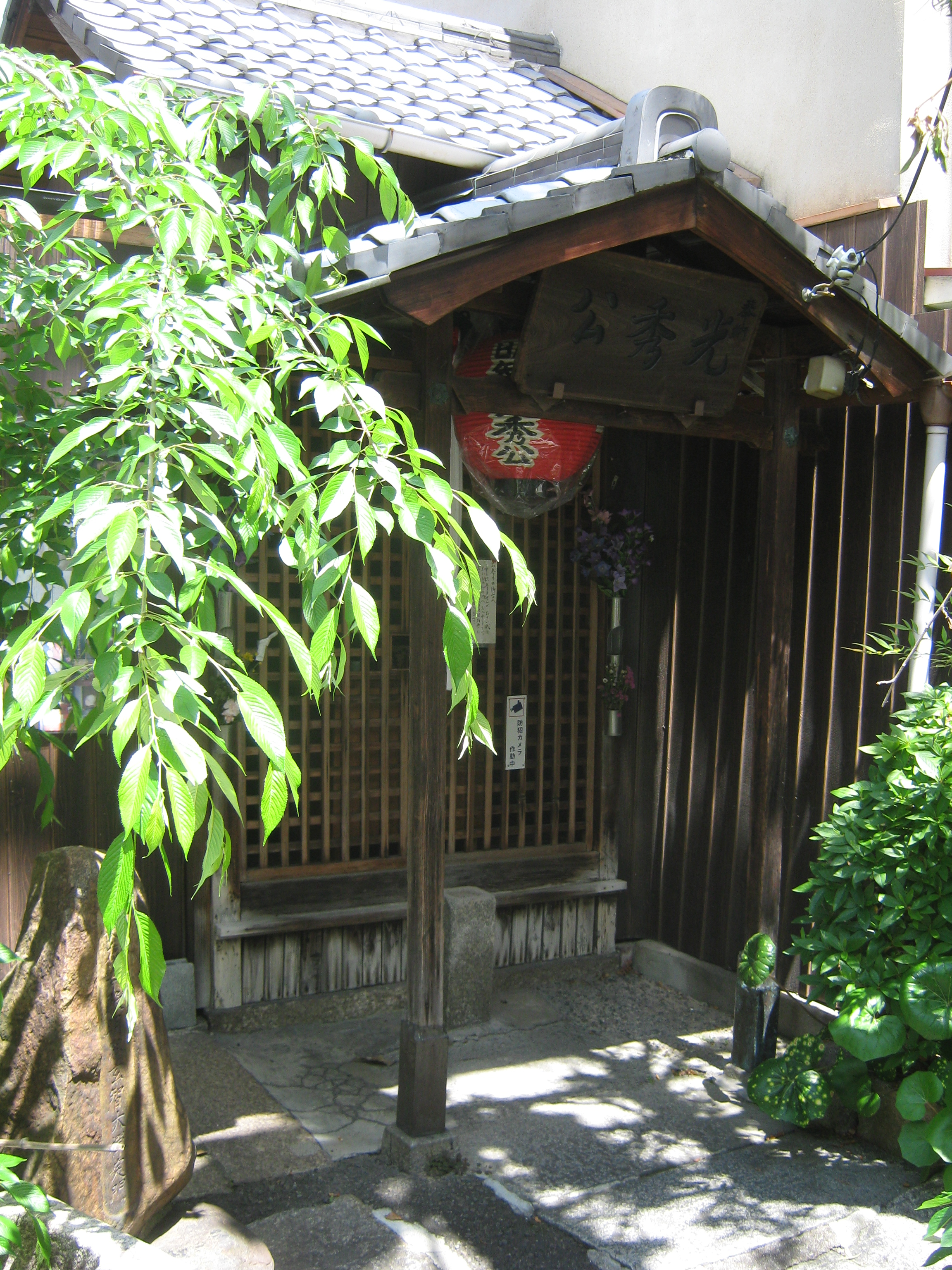
明智光秀首塚、首はこの地に埋められたと伝えられる。のちに五重石塔が作られ首塚として知られる。『兼見卿記』に記録された箇所にも概ねあたる。京都市東山区三条通白川橋下る東側

- 諸学に通じ、和歌・茶の湯を好んだ文化人であった。
- 高柳光寿は、光秀は従来から言われるような保守主義者ではなく合理主義者であり、だからこそ信長に重用されて信任されたとしている[168]。
- 内政手腕に優れ、領民を愛して善政を布いたといわれ、現在も光秀の遺徳を偲ぶ地域が数多くある。
  - 現代に至る亀岡市[注釈 35]、福知山市の市街は、光秀が築城を行い、城下町を整理したことに始まる。亀岡では、光秀を偲んで亀岡光秀まつりが行われている。福知山には、「福知山出て 長田野越えて 駒を早めて亀山へ」と光秀を偲ぶ福知山音頭が伝わっている。
- 従来の説では光秀は『天台座主記』[169] に「光秀縷々諌を上りて云う」とあるように、信長の比叡山延暦寺焼き討ちに強く反対し、仏教勢力とかなり親密であったとされてきた。だが信長の命令とは言え延暦寺焼き討ち、石山戦争などの対宗教戦争に参戦しているほか、自領の山門の領地を容赦無く没収（門跡領も含めて）しているため、宗教に対して必ずしも保守的ではなかったとする見方[170]があった。これを補強して従来の諌止説を覆したのが、比叡山焼き打ち10日前の9月2日付けの雄琴の土豪・和田秀純宛の光秀書状で、比叡山に一番近い宇佐山城への入城を命じ「仰木の事は、是非ともなでぎりに仕るべく候」と非協力な仰木（現・大津市仰木町）の皆殺しを命じており、叡山焼き打ちの忠実かつ中心的な実行者であるという説が有力になっている[171]。
- 主君・織田信長を討った行為については、近代に入るまでは“逆賊”としての評価が主であった。特に儒教的支配を尊んだ徳川幕府の下では、本能寺の変の当日、織田信長の周りには非武装の共廻りや女子を含めて100名ほどしかいなかったこと、変後に徳川家康が伊賀越えという危難を味わったことなどから、このことが強調された。
- 本能寺の変後、光秀と関係の深い長宗我部元親、斎藤利堯、姉小路頼綱、一色義定、武田元明、京極高次等が呼応する形で勢力を拡大している。織田政権が崩壊したことで各地に支配の空白が生じ、家康と後北条氏や上杉氏らが甲斐国・信濃国を争奪した天正壬午の乱、紀伊や伊賀の国人衆蜂起などが起きた。
- 志賀郡で一向一揆と戦った時、明智軍の兵18人が戦死した。光秀は戦死者を弔うため、供養米を西教寺に寄進した[172]。西教寺には光秀の寄進状が残されており、そこに記された18人のうち一名は武士ではなく中間であった。他にも、この戦で負傷した家臣への光秀の見舞いの書状が2通残されていて、家臣へのこのような心遣いは他の武将にはほとんど見られないものであった[173]。
- 『フロイス日本史』中には、
  - 「その才知、深慮、狡猾さにより信長の寵愛を受けた」
  - 「裏切りや密会を好む」
  - 「築城のことに造詣が深く、優れた建築手腕の持ち主」
  - 「主君とその恩恵を利することをわきまえていた」「誰にも増して、絶えず信長に贈与することを怠らず、その親愛を得るためには、彼を喜ばせることは万事につけて調べているほどであり、彼の嗜好や希望に関してはいささかもこれに逆らうことがないよう心がけ」
  - 「刑を科するに残酷」「えり抜かれた戦いに熟練の士を使いこなしていた」

等の光秀評がある。
- 宗教面に関しては「悪魔(≠神道・仏教）とその偶像の大いなる友」で、イエズス会に対しては「冷淡であるばかりか悪意を持っていた」とフロイスは書いているが、特にキリシタンに害を加えたという記述はない。
- フロイスは本能寺の変の後、摂津国に軍を向けて諸城を占領し、諸大名から人質を取らなかったことが秀吉に敗北した原因であるとしている[注釈 36]。ただしこれは結果論であり、当時の光秀の立場を無視しているとも言われる[175]。光秀は、近江方面の平定から始めている。これは常識的な判断である。そして秀吉の「中国大返し」という思わぬ事態にそれ以上の展開を阻まれたのである[176]。しかし、4日から8日まで5日間も安土に留まり朝廷工作を優先していたと思われ、これは大きな失敗である[177]。
- 光秀は信長を討った後、縁戚関係にあった細川藤孝・忠興父子に対して書状を出していた。

「家老など大身の武士を出して味方してくれれば、領地は摂津か、但馬・若狭を与え、他にも欲しいものがあれば必ず約束を履行する。100日の内に近国を平定して地盤を確立したら、十五郎（光秀嫡男）や与一郎（忠興）に全てを譲って隠居する」などと6月9日付で出された書状「覚」が『細川家記』収載「明智光秀公家譜覚書」にある。しかしながら、この「覚」について、立花京子は「花押の上部の中央線が他に例のないほど太く、しかもそれの延長であるべき下部になると段差的に細くなり、他の花押には決して見られない不自然な筆の運びとなっている。筆跡の鑑定などを必要とする要検討文書と考える」と結論づけている。
- - 光秀の連歌会参加の初見は永禄11年（1568年）だが、詠んだ句は6句と少なく依然未熟であった。しかし勉強したのか2年後の元亀元年（1570年）には8句を詠み、その後の天正2年（1574年）には連句会を初主催して発句と脇句を詠み、それを含め計9回も主催した。他の催した連歌会の参加は11回にも及ぶ。また当時の連歌の第一人者・里村紹巴とその門派たちと交流し、天正9年（1581年）には細川藤孝親子の招きで紹巴たちと9月8日に出発して天橋立に遊び、12日に連歌会を行っている[180]。
  - 信長は「許し茶湯」を家臣管理に使用し、茶道具を下付された家臣に茶会主催を許可し、『信長公記』では天正6年（1578年）正月に始められ許可者12名が総覧され、光秀は選ばれている[181]。この時、八角釜を拝領し、津田宗及に師事し、12回も茶会を催している[182]。初回は慣れないのか、主催の亭主の行い事を全て津田宗及が代役している[183]。
- 稲葉一鉄のもとから斎藤利三を高禄をもって引き抜いた。さらに那波直治も引き抜こうとして訴訟沙汰まで起こしていた。光秀の人材登用にかける思い入れの深さと姿勢が見られ、光秀の経営の真骨頂と評価される[184]。

## 江戸期の編纂書・軍記や伝承不明の説話
- 光秀は享禄元年（1528年）に父は明智光隆、母は武田義統の妹の間に美濃多羅城で生まれたとの説がある（『明智系図』[注釈 37]）。一方、大垣市は、『明智一族宮城家相伝系図書』（東京大学史料編纂所）などを基に、明智光綱（光隆）の妹が美濃国石津郡の多羅（現在の大垣市上石津町多良）を領した進士信周に嫁いで産んだうちの次男を光隆の養子として、長じて光秀となったとしている[186]。（「系譜」・「光秀の謎」も参照）
- 20歳位の頃、芥川で光秀は大黒天の像を拾った。それを見た家臣が「大黒を拾えば1,000人の頭になれるそうです」と述べて喜んだが、光秀は「ならばこれは必要ない」と捨ててしまった。驚いた家臣が尋ねると、「わしは1,000人の頭になることくらいで終わるつもりはない。もっと大きくなる」と述べて大志があることを示したという（山鹿素行『山鹿語類』）。
- 『明智軍記』によれば、弘治2年（1556年）に美濃を出て越前大野に行き、いったん上洛し妻子を寺に預けてから永禄3年（1560年）から2年間で奥州盛岡から薩摩まで日本全国を回り、各地の城構えや民政を見聞したとする。ただし、その内容は吉田郡山城にいた毛利氏が安芸広島城にいたり、永禄3年（1560年）5月に桶狭間の戦いで死んだ今川義元が年末に生存していたり、伊達政宗が当時無関係の陸奥大崎にいたり、でたらめである[28]。
- 流浪時代に毛利元就に仕官を求めた際に、元就は「才知明敏、勇気あまりあり。しかし相貌、おおかみが眠るに似たり、喜怒の骨たかく起こり、その心神つねに静ならず。（光秀の才気は並々ならぬものがあり非常に魅力的ではあるけれども、彼の中にはもう一つ狼のような一面が眠っている。利益と同じだけの災いをもたらす可能性も大きい。）」と言い断ったという（『太閤記』上和編）。
- 永禄5年（1562年）に加賀で浪人していた光秀は一向一揆と戦う朝倉景行の軍師として参戦した。一揆の動きを見た光秀は景行に対して「夜討ちに備えるべき」と進言した。多くの者は飛び入りの光秀を快く思わず意見を聞き流したが、景行のみは半信半疑ながらも夜討ちに備えた。すると光秀の進言どおりに一揆が夜討ちをかけてきたが、備えを布いていた朝倉軍は一揆に大勝した。景行は光秀の慧眼と非凡な器を知り、光秀に義景への仕官を勧めたという（小瀬甫庵『太閤記』）。
- 鉄砲の名手で、朝倉義景に仕官した際、一尺四方の的を25間（約45.5メートル）の距離から命中させたという。当時の火縄銃や弾丸の性能を考えると、驚異的な腕前である。そのほかにも、飛ぶ鳥を撃ち落としたという逸話もある。
  - 「一百の鉛玉を打納たり。黒星に中る数六十八、残る三十二も的角にそ当りける」（『明智軍記』）。
- 光秀は大力の持ち主であった。馬上で太刀打ちとなった時、光秀は相手の馬の鞍橋を引いて切って捨てた。また、家臣が敵に組み敷かれているのを見た光秀は、敵の兜の下部をつかんで引き倒したという（『明智軍記』）[187]。
- ある合戦で対陣中の光秀の下に、塩瀬三右衛門という者が陣中見舞いとして光秀の好物を持参した。光秀が喜んで食べていると敵軍の鬨の声が聞こえてきたため、光秀は慌てながら残りを急いで食べると指揮を執った。あまりの急ぎぶりに光秀の口周りは汚れたままで、これを見た家臣は「殿（光秀）ほどの御方でも心遅れされるとは無様なものよ」と呆れたが、心ある者は「名将となる者は軍のことのみを心がけており、寝食など忘れるもの。殿は食事などこだわらず、軍に心を委ねている証である」と述べたという（『太閤真顕記』）。
- 夫婦仲は非常に良かったとされ、「結婚直前に疱瘡にかかり、左頬にその後が残ってしまった煕子を光秀は気にせずに迎えた」、「弘治2年（1556年）、斎藤義龍によって明智城が落とされると、光秀は身重の煕子を背負って越前へ逃亡した」などの逸話がある[188]。
- 本能寺の変で信長を討った後、光秀は京童に対して「信長は殷の紂王であるから討ったのだ」と自らの大義を述べた。しかし京童や町衆は光秀が金銀を贈与していたから表面上は信長殺しを賞賛したが、心の中では「日向守（光秀）は己が身を武王に比している。笑止千万、片腹痛い」と軽蔑していたという（『 豊内記』）。
- 『信長公記』や秀吉の書簡、日記などの文書史料には無い、光秀を刺したという百姓の名前が江戸時代の随筆に2名（中村長兵衛[189]、小栗栖の作右衛門[190]）登場するが、信憑性はない。

### 辞世

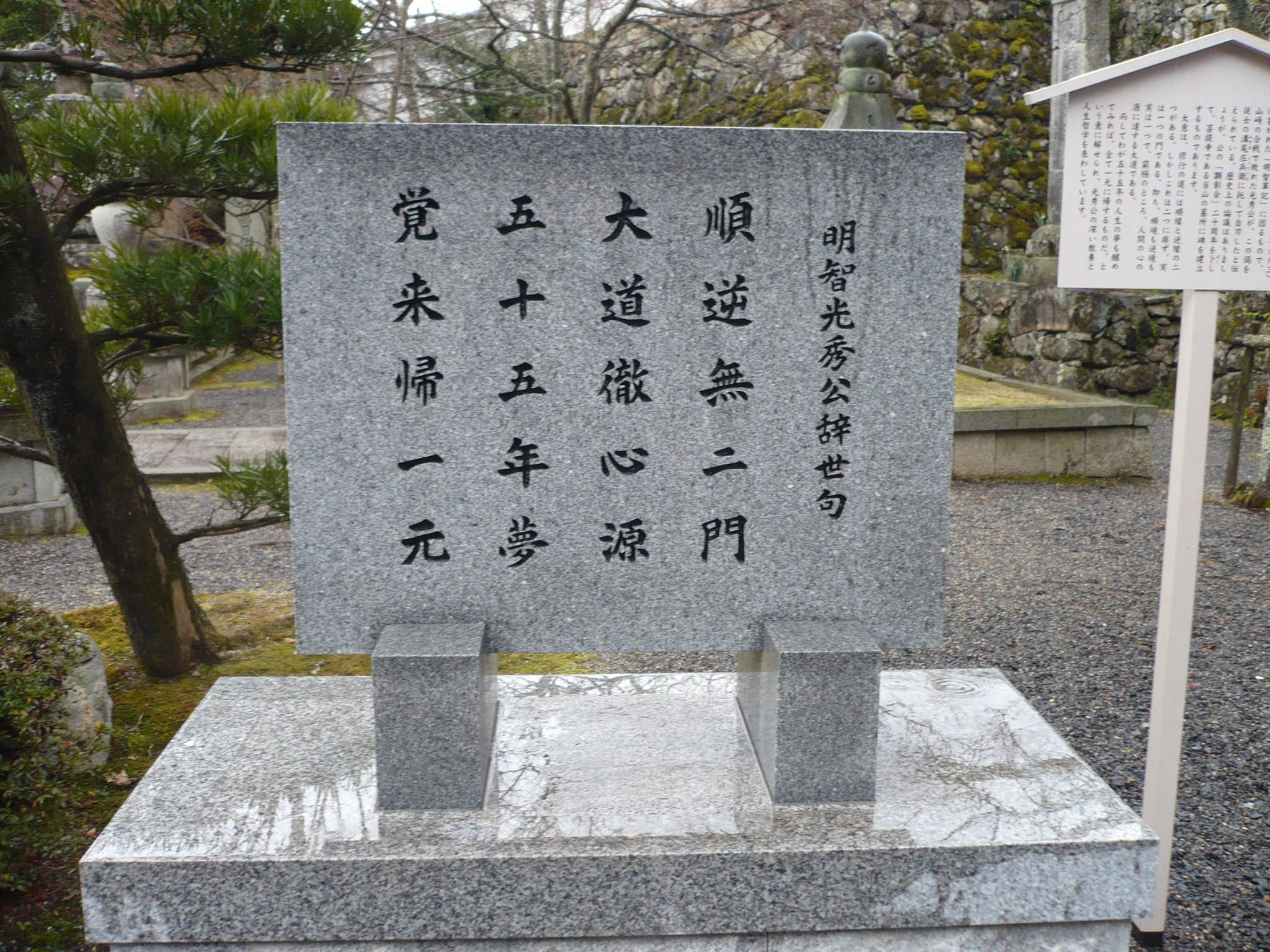
西教寺にある
明智光秀公辞世句の碑

- 「順逆無二門 大道徹心源 五十五年夢 覚来帰一元」
（順逆二門に無し 大道心源に徹す 五十五年の夢 覚め来れば 一元に帰す）『明智軍記』[注釈 38]
- 「心しらぬ人は何とも言はばいへ 身をも惜まじ名をも惜まじ」[191]

### 伝承史跡

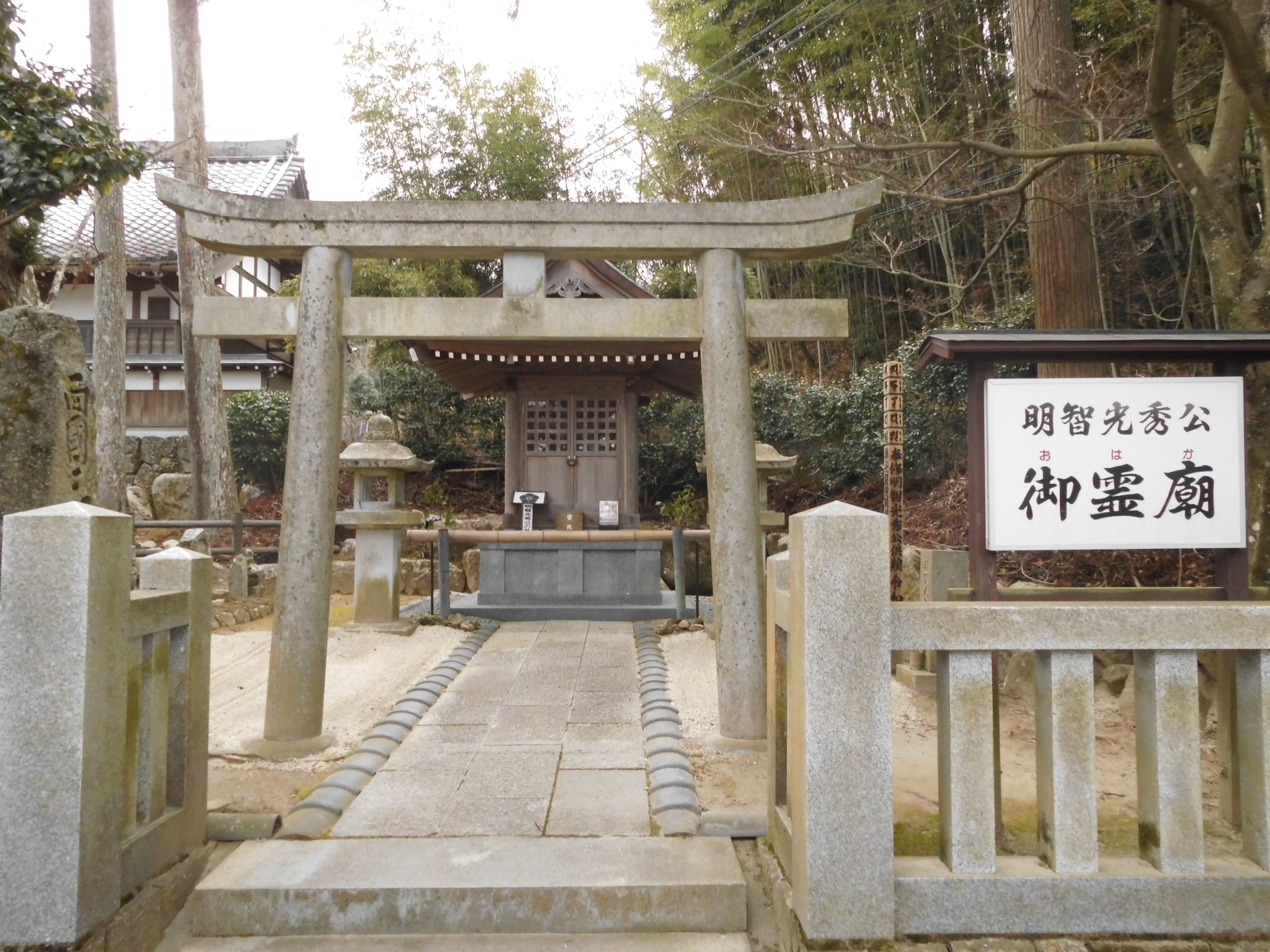
明智町にある明智光秀の霊廟

#### 本能寺の変～山崎の戦い関連
- 明智藪
- 胴塚：明智藪から街道筋を坂本城の方向へ2km北上した京都市山科区勧修寺御所内町にあり、光秀の胴体部分を埋葬したと伝わる。江戸時代に広まった『明智軍記』の載る、鑓で刺され深手を負った光秀がしばらく進んで絶命したという記述に基づき、明智藪から近距離に後世に里人が作った供養塔だと評されている[192]。
- 首塚
  - 京都府亀岡市宮前町の谷性寺に、溝尾茂朝が光秀の首を持ち帰って埋葬したと伝わる[192][193]。
- 大阪府高石市の「光秀（こうしゅう）寺」門前の由来によれば、その助松庵が現在の「光秀寺」の地に移転したと書かれており、門内の石碑には「明智日向守光秀公縁の寺」と書かれている。この地域に残る『和泉伝承志』によれば、本稿「山崎の戦い」に書かれている光秀とされる遺体を偽物・影武者と否定し、京都妙心寺に逃げ、死を選んだが誡められ、和泉貝塚に向かったと書かれている。光秀と泉州地域との関連では、大阪府堺市西区鳳南町三丁にある「丈六墓地」では、昭和18年（1943年）頃まで加護灯籠を掲げての光秀追善供養を、大阪府泉大津市豊中では徳政令を約束した光秀に謝恩を表す供養を長年行っていたが、現在では消滅している。
- 光秀が愛宕百韻の際に亀岡盆地から愛宕山へ上った道のりは「明智越え」と呼ばれ、現在ではハイキング・コースになっている。
- 本能寺の変の際、摂丹街道まで行軍していた丹波亀山城からの先陣が京都へ向かって反転した能勢方面へ向かう法貴峠の旧道（亀岡市曽我部町）には多くの大岩があり、これらの巨岩が行軍の障害となり引き返したと「明智戻り岩」と呼ばれた岩が残されている[194]。

#### 出生関連
- 岐阜県恵那市の旧明智町には、産湯を汲んだ井戸、幼少期の学問所などの伝承史跡がある[37]。

## 光秀の謎

### 出自
光秀は美濃の明智氏の出身とされるが、前半生が不透明なこともあって以下の出自説が存在する。
- 山岸信周（進士信周）の次男（『明智一族宮城家相伝系図書』）[28]
- 美濃の明智から信長への使者・御門重兵衛を気に入り、明智を名乗らせ仕えさせた（『塩尻』[注釈 39]）[28]
- 若狭国小浜の刀鍛冶・藤原冬広の次男（『若州観跡録』）[28]
- 土岐元頼の息子（『稿本美濃誌』[注釈 40]）
- 進士晴舎の息子・進士藤延[79]

### 名前
光秀の名に関して、小林正信は織田信長によって与えられた名であり、元々の名は将軍・足利義輝の偏諱を受けた「藤」か「輝」を含む名であったと推測している。
伝承や系図では、明智氏は代々「頼」の字を名に使用しており、光秀の父の代から「光」の字を使用するようになったとされるが、この光秀の父とされる人物を史料上から見出すことはできない。「秀」の字に関しては、信長は父・織田信秀の「秀」の字を「秀いた者」という名実一致論の下で家臣に与えていたが、光秀にも同様に名を与え、光秀の「秀」の字もこの字であるという。そして、他の家臣と違い、「光」の字が「秀」の字の上にくるのは、「光」の字が義輝の諡号「光源院」の一字であるとされ、義輝の遺臣であることやかつての義輝との繋がりが考慮された結果だとされる。そして、「光秀」の名には「今は亡き光源院様より参りし秀いた者」という意味が込められていたという。
これとは別に、天正3年（1575年）に織田信長から「惟任」の名字を与えられて以降、光秀自身は「明智」を名乗らなくなっているため、本能寺の変時点の彼の名乗りは「惟任（日向守）光秀」であって「明智光秀」ではなかったと考えられる。

### 戒名
光秀の戒名は、本徳寺の肖像画の賛によると、輝雲道琇禅定門（きうんどうしゅうぜんじょうもん）であるが、小林正信はこの戒名を足利義輝に由来するものであると指摘する。義輝の辞世の句は「五月雨は 露か涙か 不如帰 我が名をあげよ 雲の上まで」であるが、この戒名には「義輝の名を雲の上まであげる道（人生）を貫いた光秀（「琇」の字は一字で「光秀」を表す）」という意味が込められているとされる。

### 肖像画
輝雲道琇禅定門の戒名が記された肖像画（本徳寺蔵）の光秀は、明らかに享年のころとは考えられない若かりし頃の光秀である。これは信長に従属する以前、つまり幕臣時代の光秀を描いたものとされる。そして、この光秀没後に描かれた画には、謀反人としての光秀を排除し、世間に定着した人物像に抵抗する意味合いがあったという。

### 愛宕百韻の真相
愛宕百韻とは、天正10年（1582年）5月28日、光秀が本能寺の変を起こす前に京都の愛宕山（愛宕神社）で開催した連歌会のことである。
光秀の発句「時は今 雨が下しる 五月哉」をもとに、この連歌会で光秀は謀反の思いを表したとする説がある。「時」を「土岐」、「雨が下しる」を「天が下知る」の寓意であるとし、「土岐氏の一族の出身であるこの光秀が、天下に号令する」という意味合いを込めた句であるとしている。あるいは、「天が下知る」というのは、朝廷が天下を治めるという「王土王民」思想に基づくものとの考えもある。また歴史研究者・津田勇の説では「五月」は、以仁王の挙兵、承久の乱、元弘の乱が起こった月であり、いずれも桓武平氏（平家・北条氏）を倒すための戦いであったことから、平氏を称していた信長を討つ意志を表しているとされる。
しかし、これらの連歌は奉納されており、信長親子が内容を知っていた可能性が高い（信長も和歌の教養は並々ならぬものがあり、本意を知ればただでは置かないはずである）。また、愛宕百韻後に石見国の国人・福屋隆兼に光秀が中国出兵への支援を求める書状を送っていたとする史料 が近年発見されたことから、この時点では謀反の決断をしておらず、謀反の思いも表されていなかったとの説も提示されている。
なお、この連歌に光秀の謀反の意が込められていたとするなら、発句だけでなく、第2句水上まさる庭のまつ山についても併せて検討する必要があるとの主張もある（ただし、第2句の読み手は光秀ではない）。まず、「水上まさる」というのは、光秀が源氏、信長が平氏であることを前提に考えれば、「源氏がまさる」という意味になる。「庭」は古来、朝廷という意味でしばしば使われている。「まつ山」というのは、待望しているというときの常套句である。したがって、この第2句は、源氏（光秀）の勝利することを朝廷が待ち望んでいる」という意味になるという解釈がある。
橋場日月は『明智光秀　残虐と謀略』の中で、第23句の「葛の葉の　みだるる露や　玉ならん」の葛の葉が「裏見＝恨み＝不平・不満」を表す言葉であることなどに注目し、信長との方針の違いが歌に込められていると解釈した。

### 本能寺の変の原因

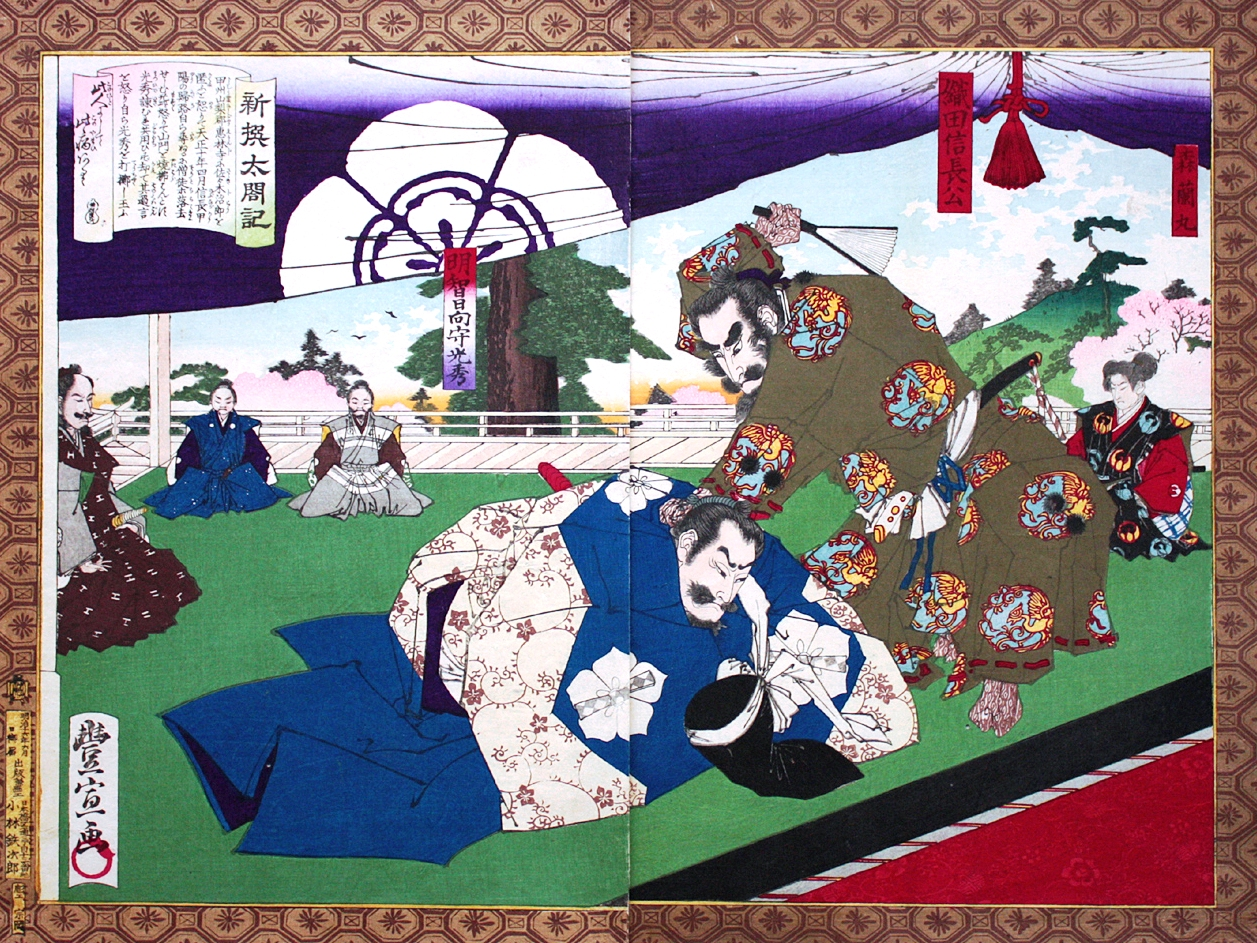
恵林寺を焼こうとするのを諫めた光秀を打ち据える信長

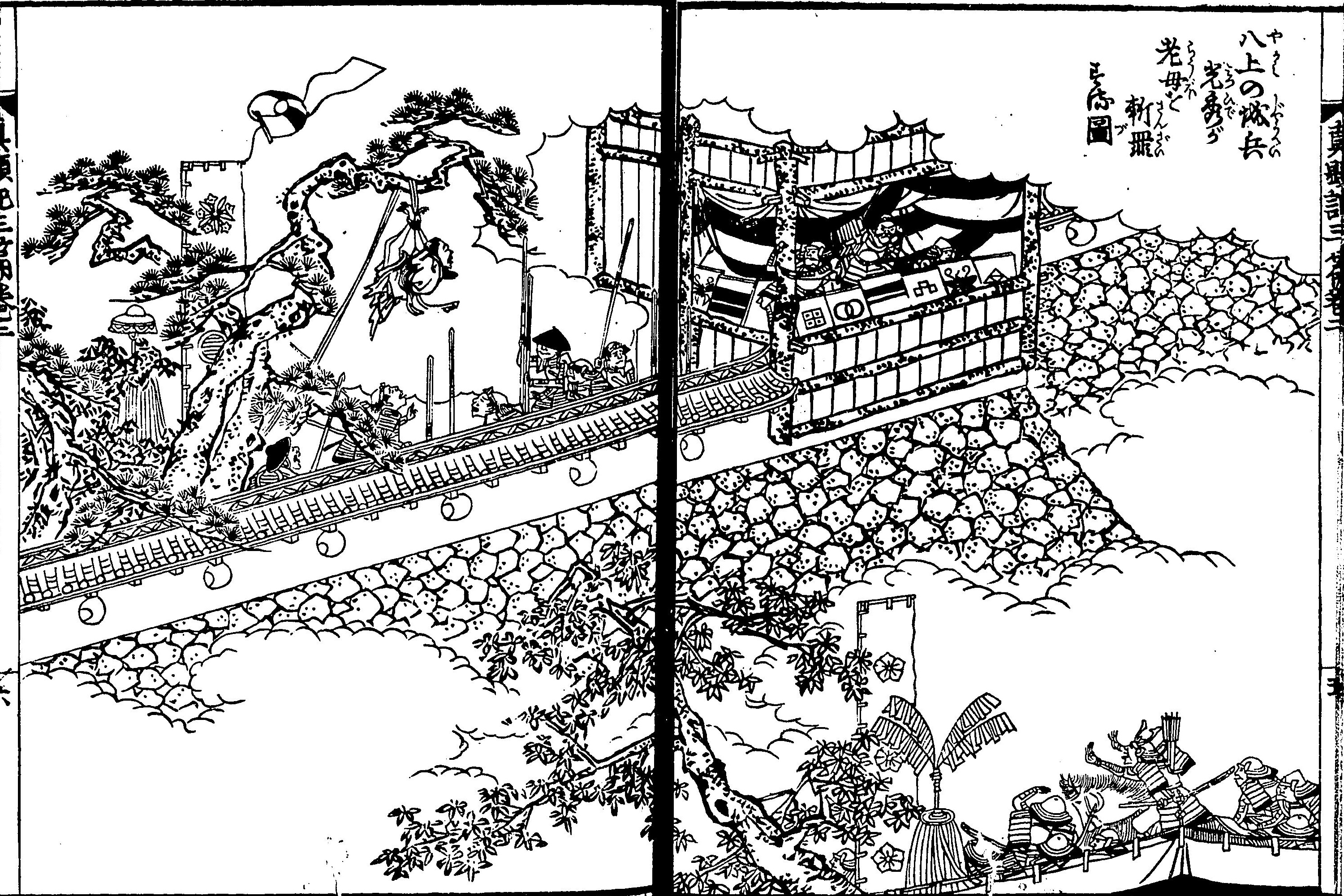
八上の城兵、光秀の老母を斬罪にする図（『絵本太閤記』）

本能寺の変でなぜ光秀が信長に謀反をしたのか、さまざまな理由が指摘されているが、確固たる原因や理由が結論として出されているわけではない。以下に現在主張されている主な説を記す。

#### 怨恨説
主君の信長は短気かつ苛烈な性格であったため、光秀は常々非情な仕打ちを受けていたという説。以下はその代表例とされるもの。
- 信長に七盃入りの大きい盃に入った酒を強要され、下戸の光秀が「思いも寄らず」と辞退すると、信長に「此の白刃を呑むべきか、酒を飲むべきか」と脇差を口元に突き付けられ酒を飲んだとしている（湯浅常山『常山紀談』）。
- 同じく酒席で光秀が目立たぬように中座しかけたところ、「このキンカ頭（禿頭の意）」と満座の中で信長に怒鳴りつけられ、頭を打たれた（キンカ頭とは、「光秀」の「光」の下の部分と「秀」の上の部分を合わせると「禿」となることからの信長なりの洒落という説もある）。
- 天正7年（1579年）6月、丹波八上城に自身の母親を人質として出して、本目の城（神尾山城か）に招いた八上城主の波多野秀治・秀尚兄弟や従者11人を生け捕りにして安土に移送したが、信長の刺客に襲われた秀治は殺害され、秀尚以下残った者は磔にされた。これに激怒した八上城の家臣は光秀の母親を磔にして殺害してしまった。殺害された母親の死体は、首を切断され木に縛られていたと言われる。
しかしこれは他の史料とは一致せず創作である。『信長公記』では光秀は八上城を前年より一年間包囲して責め立てて兵糧攻めで丹波兵を餓死させ、諦めて最後の出撃に出た敵を悉く討ち取ったとある。捕虜にした波多野兄弟3人は同年6月4日に安土の慈恩寺（現在の浄厳院の付近）の町外れで磔にされたが、既に観念して神妙な最後を遂げたとある。
- 天正10年（1582年）、信長は武田家を滅ぼした徳川家康の功を労うため、安土城において家康を饗応した。この時の本膳料理の献立は「天正十年安土御献立」として『続群書類従』に収録されている。光秀は家康の接待を任され、献立から考えて苦労して用意した料理を「腐っている」と信長に因縁をつけられて任を解かれ、すぐさま秀吉の援軍に行けと命じられてしまう。この時の解釈にも諸説あり、安土大饗応の時、実は信長は光秀に対して徳川家康を討てと命じたが光秀がそれを拒否した為に接待役を免ぜられたという説、「魚（肴）が腐っている」というのは毒を入れろと言ったのになぜ入れなかったのかという信長の怒りという説、信長自らがわざわざ鷹狩の途中に立寄って材料の魚鳥を吟味したが、肉が腐っていると草履で踏み散らし、光秀が新たに用意していたところ「備中へ出陣せよ」と下知されたが、忍びかねて叛いたとしている（『常山紀談』）。
- 中国2国（出雲国・石見国）は攻め取った分だけそのまま光秀の領地にしてもいいが、その時は滋賀郡（近江坂本）・丹波国は召し上げにする、と伝えられたこと。（『明智軍記』）
- 甲州征伐の際に、信濃の反武田派の豪族が織田軍の元に集結するさまを見て「我々も骨を折った甲斐があった」と光秀が言った所、「お前ごときが何をしたのだ」と信長が激怒し、小姓の森成利（森蘭丸）に鉄扇で叩かれ恥をかいた（『明智軍記』）。
- フロイスは、「人々が語るところによれば密室で信長が口論の末光秀を1、2度足蹴にした」と記している（『フロイス日本史』）。これを元に桑田忠親は著書『明智光秀』で、面目を失ったためと「本能寺の変 怨恨説」を唱えた。

#### 野望説
光秀自身が天下統一を狙っていたという説。この説に対しては「知将とされる光秀が、このような謀反で天下を取れると思うはずがない」という意見や、「相手の100倍以上の兵で奇襲できることは、信長を殺すのにこれ以上ないと言える程の機会であった」という意見がある。高柳光寿著『明智光秀』はこの説を採用している。

#### 恐怖心説
長年信長に仕えていた佐久間信盛、林秀貞達が追放され、成果を挙げなければ自分もいずれは追放されるのではないかという不安から信長を倒したという説。これは怨恨説など諸説の背景としても用いられる。
もしくは、今までにない新しい政治・軍事政策を行う規格外な信長の改革に対し、光秀が旧態依然とした統治を重んじる考えであったという説。

#### 理想相違説
信長を伝統的な権威や秩序を否定し、犠牲もいとわない手法（一向宗勢力、伊賀の虐殺等）で天下の統一事業を目指したと歴史解釈した上で、光秀は衰えた室町幕府を再興し、混乱や犠牲を避けながら安定した世の中に戻そうとした、と考えたところから発生した説。
この説は、光秀は信長の命とともにその将来構想（独裁者の暴走）をも永遠に断ち切ったと主張する。そして光秀も自らの手でその理想を実現することは叶わなかったが、後の江戸幕府による封建秩序に貫かれた安定した社会は270年の長きにわたって続き、光秀が室町幕府再興を通じて思い描いた理想は、江戸幕府によって実現されたと主張する。
なお、光秀は自身も教養人であったが、近畿地区を統括していた関係上、寄騎大名にも名門、旧勢力出身者が多い。特に両翼として同調が期待されていた細川氏（管領家の分流）、筒井氏（興福寺衆徒の大名化）は典型であり、こうした状況もこの説の背景となっている。

#### 将軍指令説 / 室町幕府再興説
光秀には足利義昭と信長の連絡役として信長の家臣となった経歴があるため、恩義も関係も深い義昭からの誘いを断りきれなかったのではないかとする説。光秀が義昭を奉じるのは大義名分があるが、直接の指令があったのかどうかも含めて、義昭の積極的関与を示すような証拠は依然として存在しない。ただし、藤田達生は紀州の武将・土橋重治に充てた光秀直筆の書状 から、光秀が本能寺の変の後に義昭を京に迎え入れ、室町幕府を再興するという明確な構想があったことを指摘している。上記の理想相違説に通じる部分がある。

#### 朝廷説
「信長には内裏に取って代わる意思がある」と考えた朝廷から命ぜられ、光秀が謀反を考えたのではないかとする説。この説の前提として、天正10年（1582年）頃に信長は正親町天皇譲位などの強引な朝廷工作を行い始めており、また近年発見された安土城本丸御殿の遺構から、安土城本丸は内裏清涼殿の構造をなぞって作られたという意見を掲げる者もいる。
立花京子は『天正十年夏記』等をもとに、朝廷すなわち誠仁親王と近衛前久がこの変の中心人物であったと各種論文で指摘している。この「朝廷黒幕説」とも呼べる説の主要な論拠となった『天正十年夏記』（『晴豊記』）は、誠仁親王の義弟で武家伝奏の勧修寺晴豊の日記の一部であり、史料としての信頼性は高い。立花説の見解に従えば、正親町天皇が信長と相互依存関係を築くことにより、窮乏していた財政事情を回復させたのは事実としても、信長と朝廷の間柄が良好であったという解釈は成り立たない。三職推任問題等を考慮すると、朝廷が信長の一連の行動に危機感を持っていたことになる。
朝廷または公家関与説は、足利義昭謀略説、「愛宕百韻」の連歌師・里村紹巴との共同謀議説と揃って論証されることが多く、それだけに当時の歴史的資料も根拠として出されている。ただし、立花説では「首謀者」であるはずの誠仁親王が変後に切腹を覚悟するところまで追い詰められながら命からがら逃げ延びていること、『晴豊記』の近衛前久が光秀の謀反に関わっていたという噂を「ひきよ」とする記述の解釈など問題も多い（立花は「非挙（よくない企て）」と解釈しているが、これは「非拠（でたらめ）」と解釈されるべきであるとの津田倫明、橋本政宣らの指摘がある）。
一時期は有力な説として注目されていたが、立花が「イエズス会説」に転換した現在、この説を唱える研究者はほぼいない。

#### 四国説
比較的新しい説とされ、野望説と怨恨説で議論を戦わせた高柳・桑田の双方とも互いの説を主張する中で信長の四国政策の転換について指摘している。信長は光秀に四国の長宗我部氏の懐柔を命じていた。光秀は斎藤利三の妹を長宗我部元親に嫁がせて婚姻関係を結ぶところまでこぎつけたが、天正8年（1580年）に入ると織田信長は秀吉と結んだ三好康長との関係を重視し、武力による四国平定に方針を変更したため光秀の面目は丸つぶれになった。大坂に四国討伐軍が集結する直前を見計らって光秀（正確には利三）が本能寺を襲撃したとする。藤田達生から光秀・元親ラインと羽柴秀吉・三好康長ラインの対立の結果だと主張されている。橋場日月は、四国ルートで九州に進む光秀の構想が、秀吉の中国ルート構想に敗れたことが変を呼んだとする四国説のバリエーションを唱える。

#### イエズス会説
信長の天下統一の事業を後押しした黒幕を、当時のイエズス会を先兵にアジアへの侵攻を目論んでいたキリスト教会、南欧勢力（スペインとポルトガル）とする。信長が、パトロンであるイエズス会及びスペイン、ポルトガルの植民地拡張政策の意向から逸脱する独自の動きを見せたため、キリスト教に影響された武将と謀り、本能寺の変が演出されたとする説。この説には大友宗麟と豊臣秀吉の同盟関係が出てくるが、他にイエズス会内の別働隊が、キリシタン大名と組んで信長謀殺を謀ったとする説も出てきている。いずれも宗教上の問題以外に硝石、新式鉄砲等の貿易の利ざやがあったとされる。しかし、イエズス会の宣教師が本国への手紙で「日本を武力制圧するのは無理です」と書いている事柄からすると、「商業主義」を政策として行っていた信長政権をイエズス会が倒すのはデメリットになる。
この説を唱える立花京子の史料の扱い方や解釈に問題があり、歴史学界ではほとんど顧みられていない。キリシタン大名との関係では、朝廷と同じように関係を継続していこうとする光秀の考えと、信長の武力による天下統一の考え方に大きなズレが生じたとする傾向の説が出ている。

### 生存説
山崎の戦いの後、竹藪で竹槍に刺されて死んだのは影武者の荒木山城守行信であり、光秀は美濃国中洞まで落ち延びたという生存説がある。落武者となった明智光秀は姓名を荒深小五郎に改めて生きながらえたが、関ケ原の戦いで東軍に参戦する途中で洪水に遭い死去した、と尾張藩士・天野信景が随筆集『塩尻』に記述している。この説によると享年は75才。岐阜県山県市中洞には明智光秀の供養塔の桔梗塚があり、明智光秀の末裔も存在している。

### 南光坊天海説

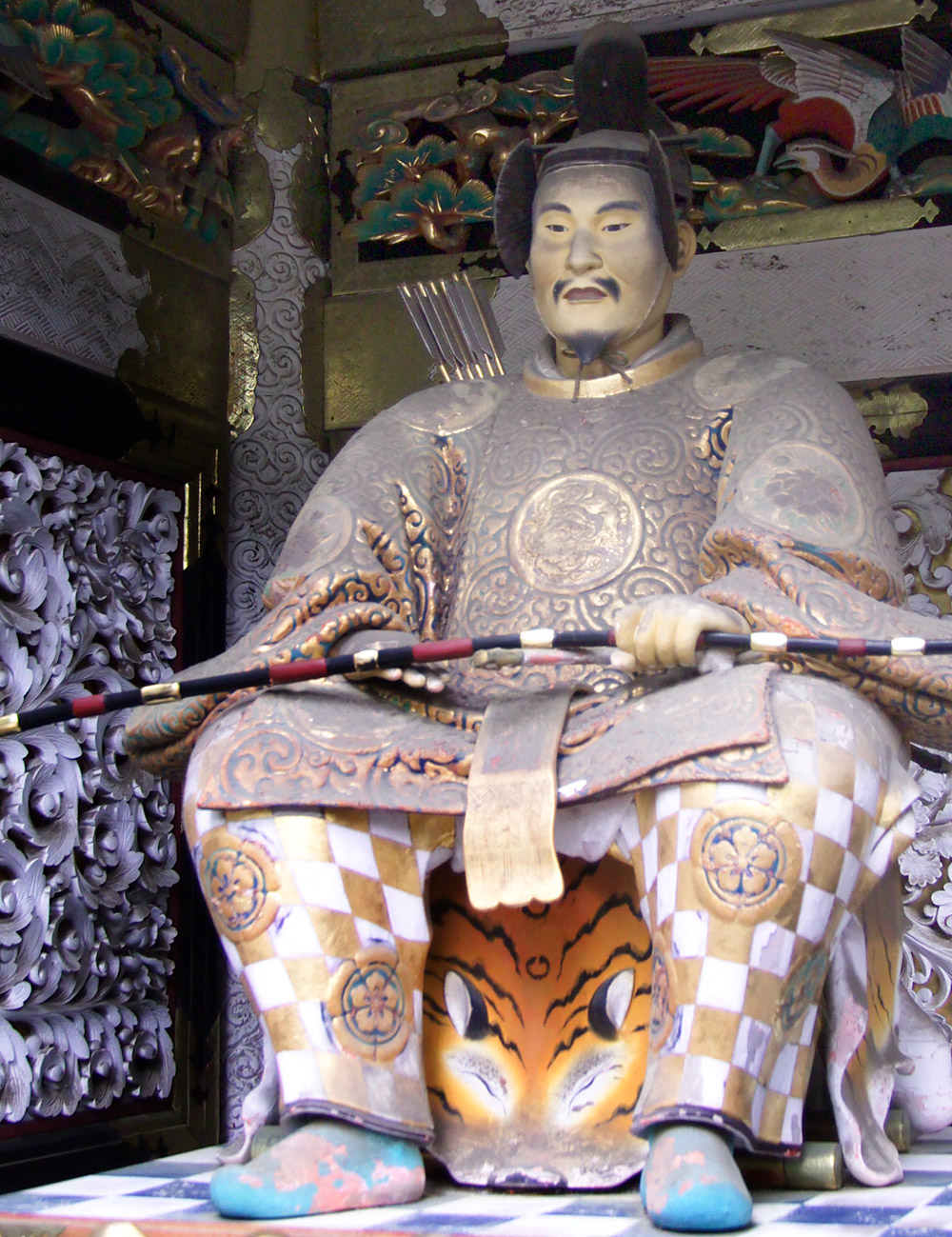
日光東照宮 陽明門 随身像

光秀は小栗栖で死なずに南光坊天海になったという異説がある。天海は江戸時代初期に徳川家康の幕僚として活躍した僧で、その経歴には不明な点が多い。
異説の根拠として、
1. 日光東照宮陽明門にある随身像の袴や多くの建物に光秀の家紋である桔梗紋[注釈 46]が象られている事や、東照宮の装飾に桔梗紋の彫り細工が多数ある。
2. 日光に明智平と呼ばれる区域があり、天海がそう名付けたという伝承がある[注釈 47]。
3. 童謡『かごめかごめ』の歌詞に隠された天海の暗号が光秀＝天海を示すという説[注釈 48]。

## 系譜
明智氏は「明智系図」（『続群書類従』所収）によれば、清和源氏の一流摂津源氏の流れを汲む土岐氏の支流氏族であるとされており、おおよそ伝記・系図類ではこの見解は一致している。ただしその詳細な系譜や近親者については史料によって相違が甚だしく、並列に扱うことが難しい。
発祥の地は、美濃国明智庄（現在の岐阜県可児市または恵那市の旧明智町）とされる。『土岐文書』 では、美濃国土岐郡妻木郷（現在の岐阜県土岐市妻木町・下石町・駄知町・曽木町・鶴里町、土岐郡笠原町（現・多治見市笠原町））になっている。

### 系図
『続群書類従』所収の「土岐系図」による。『続群書類従』所収の「土岐系図」は美濃国守護の土岐家の系図で、そこには土岐支族の系図も書かれており、明智家の系図も含まれる。頼尚以前と土岐定政の系統は『上野沼田 土岐家譜』とも共通する。
| 土岐頼貞  |        |        |        |        |        |  |  |          |          |          |          |          |          |  |  |       |       |       |       |       |       |  |  |       |       |       |       |       |       |  |  |       |       |       |       |       |       |  |  |       |       |       |       |       |       |  |  |
|           |        |        |        |        |        |  |  |          |          |          |          |          |          |  |  |       |       |       |       |       |       |  |  |       |       |       |       |       |       |  |  |       |       |       |       |       |       |  |  |       |       |       |       |       |       |  |  |
|           |        |        |        |        |        |  |  |          |          |          |          |          |          |  |  |       |       |       |       |       |       |  |  |       |       |       |       |       |       |  |  |       |       |       |       |       |       |  |  |       |       |       |       |       |       |  |  |
| 頼清      | 頼清   | 頼清   | 頼清   | 頼清   | 頼清   |  |  | 頼遠     | 頼遠     | 頼遠     | 頼遠     | 頼遠     | 頼遠     |  |  | 頼基  | 頼基  | 頼基  | 頼基  | 頼基  | 頼基  |  |  |       |       |       |       |       |       |  |  |       |       |       |       |       |       |  |  |       |       |       |       |       |       |  |  |
| 頼清      | 頼清   | 頼清   | 頼清   | 頼清   | 頼清   |  |  | 頼遠     | 頼遠     | 頼遠     | 頼遠     | 頼遠     | 頼遠     |  |  | 頼基  | 頼基  | 頼基  | 頼基  | 頼基  | 頼基  |  |  |       |       |       |       |       |       |  |  |       |       |       |       |       |       |  |  |       |       |       |       |       |       |  |  |
|           |        |        |        |        |        |  |  |          |          |          |          |          |          |  |  |       |       |       |       |       |       |  |  |       |       |       |       |       |       |  |  |       |       |       |       |       |       |  |  |       |       |       |       |       |       |  |  |
| 明智頼重1 |        |        |        |        |        |  |  |          |          |          |          |          |          |  |  |       |       |       |       |       |       |  |  |       |       |       |       |       |       |  |  |       |       |       |       |       |       |  |  |       |       |       |       |       |       |  |  |
|           |        |        |        |        |        |  |  |          |          |          |          |          |          |  |  |       |       |       |       |       |       |  |  |       |       |       |       |       |       |  |  |       |       |       |       |       |       |  |  |       |       |       |       |       |       |  |  |
| 頼篤2     | 頼篤2  | 頼篤2  | 頼篤2  | 頼篤2  | 頼篤2  |  |  | 国篤3    | 国篤3    | 国篤3    | 国篤3    | 国篤3    | 国篤3    |  |  | 頼秋4 | 頼秋4 | 頼秋4 | 頼秋4 | 頼秋4 | 頼秋4 |  |  | 頼秀5 | 頼秀5 | 頼秀5 | 頼秀5 | 頼秀5 | 頼秀5 |  |  | 頼弘6 | 頼弘6 | 頼弘6 | 頼弘6 | 頼弘6 | 頼弘6 |  |  | 頼定7 | 頼定7 | 頼定7 | 頼定7 | 頼定7 | 頼定7 |  |  |
| 頼篤2     | 頼篤2  | 頼篤2  | 頼篤2  | 頼篤2  | 頼篤2  |  |  | 国篤3    | 国篤3    | 国篤3    | 国篤3    | 国篤3    | 国篤3    |  |  | 頼秋4 | 頼秋4 | 頼秋4 | 頼秋4 | 頼秋4 | 頼秋4 |  |  | 頼秀5 | 頼秀5 | 頼秀5 | 頼秀5 | 頼秀5 | 頼秀5 |  |  | 頼弘6 | 頼弘6 | 頼弘6 | 頼弘6 | 頼弘6 | 頼弘6 |  |  | 頼定7 | 頼定7 | 頼定7 | 頼定7 | 頼定7 | 頼定7 |  |  |
|           |        |        |        |        |        |  |  |          |          |          |          |          |          |  |  |       |       |       |       |       |       |  |  |       |       |       |       |       |       |  |  |       |       |       |       |       |       |  |  |       |       |       |       |       |       |  |  |
|           |        |        |        |        |        |  |  |          |          |          |          |          |          |  |  |       |       |       |       |       |       |  |  |       |       |       |       |       |       |  |  |       |       |       |       |       |       |  |  |       |       |       |       |       |       |  |  |
| 頼尚8     |        |        |        |        |        |  |  |          |          |          |          |          |          |  |  |       |       |       |       |       |       |  |  |       |       |       |       |       |       |  |  |       |       |       |       |       |       |  |  |       |       |       |       |       |       |  |  |
|           |        |        |        |        |        |  |  |          |          |          |          |          |          |  |  |       |       |       |       |       |       |  |  |       |       |       |       |       |       |  |  |       |       |       |       |       |       |  |  |       |       |       |       |       |       |  |  |
|           |        |        |        |        |        |  |  |          |          |          |          |          |          |  |  |       |       |       |       |       |       |  |  |       |       |       |       |       |       |  |  |       |       |       |       |       |       |  |  |       |       |       |       |       |       |  |  |
| 頼典9     | 頼典9  | 頼典9  | 頼典9  | 頼典9  | 頼典9  |  |  | 頼明     | 頼明     | 頼明     | 頼明     | 頼明     | 頼明     |  |  |       |       |       |       |       |       |  |  |       |       |       |       |       |       |  |  |       |       |       |       |       |       |  |  |       |       |       |       |       |       |  |  |
| 頼典9     | 頼典9  | 頼典9  | 頼典9  | 頼典9  | 頼典9  |  |  | 頼明     | 頼明     | 頼明     | 頼明     | 頼明     | 頼明     |  |  |       |       |       |       |       |       |  |  |       |       |       |       |       |       |  |  |       |       |       |       |       |       |  |  |       |       |       |       |       |       |  |  |
| 光圀10    | 光圀10 | 光圀10 | 光圀10 | 光圀10 | 光圀10 |  |  | 定明     | 定明     | 定明     | 定明     | 定明     | 定明     |  |  |       |       |       |       |       |       |  |  |       |       |       |       |       |       |  |  |       |       |       |       |       |       |  |  |       |       |       |       |       |       |  |  |
| 光圀10    | 光圀10 | 光圀10 | 光圀10 | 光圀10 | 光圀10 |  |  | 定明     | 定明     | 定明     | 定明     | 定明     | 定明     |  |  |       |       |       |       |       |       |  |  |       |       |       |       |       |       |  |  |       |       |       |       |       |       |  |  |       |       |       |       |       |       |  |  |
| 光秀11    | 光秀11 | 光秀11 | 光秀11 | 光秀11 | 光秀11 |  |  | 土岐定政 | 土岐定政 | 土岐定政 | 土岐定政 | 土岐定政 | 土岐定政 |  |  |       |       |       |       |       |       |  |  |       |       |       |       |       |       |  |  |       |       |       |       |       |       |  |  |       |       |       |       |       |       |  |  |

- 『系図纂要』所収の「明智系図」では土岐頼清の系譜とされている。頼清の嫡男である頼康の子・頼兼を明智氏初代とする。その7代目の子孫が明智光継であり、その子を光綱、そしてその子が光秀とある。
- 『明智氏一族宮城家相伝系図書』では頼清の子・頼兼を明智氏初代とし、頼重は頼兼の養嗣子であったとする。また頼弘の子が頼典となっており、頼典は後に光継と改名したという。欠落した頼定と頼尚は、それぞれ頼典の弟とその長男となっており、頼明は頼尚の弟とされる。
- 『続群書類従』所収の「土岐系図」には、異本として、頼秀の子は頼高であり、その子は光高（始め頼久）、光高の子は光重、その弟は政宣、光重の子は光兼、光重は文明期の人という系譜が載っている[216]。『連歌辞典』には政宣は玄宣の子で幕府奉公衆とある[217]。延徳2年（1490年）ごろ、兵庫頭入道玄宣と兵部少輔頼定の間に内部抗争が発生し、明応4年（1495年）、玄宣は総領としての地位を無視され、頼定と知行折中で和睦を結ぶ。この和睦を機に、玄宣の本宗家が没落し、頼定の庶流が台頭して、文亀２年（1502年）には頼尚が知行の大部分を支配し、その正当性を主張。そして嫡子頼典を義絶し、所領はすべて彦九郎頼明に譲る[33]。

### 父母・兄弟等
- 父親の名は、光綱・光隆・光国と諸説ある。『明智氏一族宮城家相伝系図書』によると光隆から光綱と改名したとされる。『明智物語』[218] では、光秀の養父は明智頼明とある。
- 母親は若狭武田氏の出身で、名はお牧の方と伝わる[注釈 49]。『総見記』などの軍記物では、光秀が老母を敵方へ人質に差し出す話が伝わっているが、事実ではない[220]。
- 光秀に兄弟がいたとする、『鈴木叢書』収録の「明智系図」によると、次弟・信教は後の筒井順慶、三弟・康秀は三宅左馬助と号し、後に左馬助を称したという。いずれも別人の存在が明らかであり、事実との相違が甚だしい。『明智物語』では、光秀には定明、定衡の義兄がいたとある。
- 光秀の出自を明智氏としない俗説も多い。
  - 『明智氏一族宮城家相伝系図書』では母を光綱の妹とし、実父を山岸信周（進士信周）としている。熊本県菊池市の安国寺蔵「土岐系図」でも、光秀を信周の四男としている。
  - 『若州観跡録』では、若狭国の刀鍛冶・藤原冬広の次男としている。
  - 『明智光秀の乱』（著者:小林正信）では、明智光秀の前半生がわからないのは名前を改姓した事によるものだとして、明智光秀になり得る者を室町幕府の奉公衆の中にいる人物と断定し、僧体から還俗した進士知法師に注目した。進士氏は鎌倉時代より続く名門であり、包丁式進士流を伝える家柄で、御膳奉行を務めることでも知られている。永禄の変で死んだ足利義輝の側室・小侍従局の父が進士晴舎であった。そして、永禄の変で殉死した筈の進士晴舎の嫡子である進士藤延こそが明智光秀になった人物だと特定し、明智光秀の家臣で進士貞連は実弟で進士氏の家督を継いだとした。また、永禄の変で死んだ筈の妹の小侍従局は明智光秀の妹である御ツマキなり、小侍従局の身籠った子供は明智光慶になったとしている[79]。ただし、同書の説はあくまで著者による憶測である。また、小林が小侍従局が妊娠していたとするのはルイス・フロイスの記述によるものだが、山科言継の記述では永禄の変の1か月前に既に女子を出産している[221]。

### 妻室
正室は『明智軍記』などに記載のある糟糠の妻・妻木氏（煕子）。俗伝として喜多村保光の娘、原仙仁の娘という側室がいたともある。本室の前に、山岸光信（進士光信）の娘（千草）に未婚で庶子を産ませたとする説もある。後年には「側室を儲けなかった愛妻家」と一般に伝わる。

### 子女
史料のしっかりした定説は存在せず、確たる証拠のある男系子孫は存在しない。一方で、「光秀の子孫」と称する家は複数系統ある。光秀の書状などにより確認できる男子は「十五郎」であり、当時の史料の上で十五郎の諱は明らかではない。
- 『明智軍記』では3男4女がいたとする。
  - 長女：三宅弥平次（明智秀満）の妻[注釈 50]
  - 次女：高山次右衛門（明智次右衛門）の妻
  - 三女：細川忠興の妻（細川ガラシャ）
  - 四女：津田信澄（織田信澄）の妻（花渓眞英大姉[223]）
  - 長男：光慶（十兵衛）[注釈 51]
  - 次男：光泰（十次郎）
  - 三男：乙寿丸[注釈 52]
- 『鈴木叢書』所収の「明智系図」では側室の子も含めて6男7女があったとする。
  - 長女：菅沼定盈の妻 - 養女（実父・三宅長閑）
  - 次女：桜井家次の妻 - 養女（実父・三宅長閑）
  - 三女：織田信澄（津田信澄）の妻
  - 四女：細川忠興の妻（細川ガラシャ）
  - 五女：筒井定次の妻[注釈 53]
  - 六女：川勝丹波守の妻
  - 長男：玄琳[注釈 54] - 妙心寺に入る。
  - 次男：安古丸 - 山崎の戦いで戦死。
  - 三男：不立 - 天龍寺に入る。
  - 七女：井戸三十郎の妻
  - 四男：十内[注釈 55] - 坂本城落城の際に死亡。
  - 五男：自然[注釈 56] - 坂本城落城の際に死亡。
  - 六男：内治麻呂 - 喜多村保之（喜多村弥平兵衛）。家伝に拠れば光秀の末子で、伊賀国柘植氏分流の北村（喜多村）保光の娘の子と伝わる。のち江戸幕府の江戸町年寄。
  - 不明：定頼
- 大阪府岸和田市にある本徳寺の開基とする南国梵桂は、一説に光秀の子とされるが定かではない。また光慶と同一人物とする説もある。
- 宣教師のルイス・フロイスは光秀の長子のことを「非常に美しく優雅で、ヨーロッパの王族を思わせるようであった」と伝えている。
- 自然は津田宗久の茶会記で実在が確認される。
- 「光慶」の諱は『連歌総目録』『集連』などの愛宕百韻の写本などにその名が残るが、いずれも後世の書である。

### 縁戚
叔父叔母
- 『明智軍記』では光安、光久、光廉の3人の叔父と、その家族の名がある。
- 『明智氏一族宮城家相伝系図書』によると、上記に加えて叔父・光広、叔母に岸信周の室、岸信周の後室、斎藤道三の室・小見の方[注釈 57]など5女があったという。

従兄弟
- 『明智軍記』では、光安の子に光春（秀満）、光久の子に光忠、光廉の子に光近があるとする。
- 『明智氏一族宮城家相伝系図書』によると、上記に加えて光安の子に光景、柴田勝定の室、ほか二女があったという。

### 子孫
山崎の戦いで明智家は滅んだとされるため、確証のある光秀の子孫は他家へ嫁いだ光秀の娘たちの女系子孫たちである。細川忠興へ嫁いだ珠（細川ガラシャ）の子孫は細川家の他、令和の皇室にもつながる。

#### 細川家
光秀の娘、珠（細川ガラシャ）と細川忠興の間に忠隆、忠利、多羅（稲葉一通室）などが生まれる。
- 長岡（細川）内膳家 - 忠興の嫡男である忠隆の家系。忠隆は廃嫡され、子孫は細川家臣内膳家となるがガラシャの血を継ぐ。子孫に衆議院議員：細川隆元、政治記者：細川隆一郎（隆元の甥）、政治記者：細川隆三（隆一郎の子）、政治記者：細川珠生（隆一郎の子）、先祖研究者：片平凌悟（珠生の子）。
- 肥後細川家（豊前小倉藩、肥後熊本藩主家） - 忠興の三男である忠利の家系。第8代治年に嗣子なく、支藩の宇土藩主家（光秀、ガラシャの血をひいていない立孝〈忠興の四男〉の家系）より養子を迎えたために熊本藩主家における光秀の血は途切れている。
- 長岡（細川）刑部家 - 光秀、ガラシャの血をひいていない興孝〈忠興の五男〉の家系であるが、第6代として養子に入った長岡興彭は細川忠利の玄孫であり、光秀、ガラシャの血をひいている。

　明智光秀 - 珠（細川忠興室：細川ガラシャ）- 忠利 - 光尚 - 利重 - 宣紀 - 長岡興彭（細川刑部家の長岡興行の養子）

#### 皇室
光秀の娘、珠（細川ガラシャ）と細川忠興の子孫。光秀の9代後の子孫である仁孝天皇と10代後の子孫である正親町雅子の間に孝明天皇が誕生し、以降の歴代天皇に血縁関係が続いている。
- 明智光秀 - 珠（細川忠興室：細川ガラシャ） - 多羅（稲葉一通室） - 信通 - 知通 - 恒通 - 女（勧修寺顕道室） - 経逸 - 婧子（光格天皇典侍） - 仁孝天皇 - 孝明天皇 - （以降歴代天皇）
- 明智光秀 - 珠（細川忠興室：細川ガラシャ） - 忠隆（長岡休無） - 徳（西園寺実晴室） - 公満 - 女（久我通名室） - 広幡豊忠 - 女（正親町実連室） - 公明 - 実光 - 雅子（仁孝天皇典侍）- 孝明天皇 - （以降歴代天皇）

#### 竹田家（旧皇族竹田宮家）
光秀の娘、珠（細川ガラシャ）と細川忠興の子孫。孝明天皇の子孫は自動的に光秀の子孫となり、孝明天皇以降の皇室のほか皇室から皇女を迎えた家（旧皇族の朝香家、東久邇家、竹田家など）も該当するが、特に竹田家は孝明天皇以外からの光秀の血筋も受け継いでいる。子孫に現在の旧宮家の祭祀継承者：竹田恒正（恒徳の子）、在ブルガリア共和国日本国特命全権大使：竹田恒治（恒徳の子）、日本オリンピック委員会（JOC）会長：竹田恆和（恒徳の子）、政治評論家：竹田恒泰（恆和の子）。竹田恒正、恒治、恆和兄弟は両親ともに正親町実光の子孫であり、明智光秀の子孫である。
- 明智光秀 - 珠（細川忠興室：細川ガラシャ） - （略） - 正親町実光 - 雅子（仁孝天皇典侍）- 孝明天皇 - 明治天皇 - 昌子内親王（竹田宮恒久王妃） - 恒徳王（竹田恒徳） - 恒正王（恒正） - 恒貴
- 明智光秀 - 珠（細川忠興室：細川ガラシャ） - （略） - 正親町実光 - 実徳 - 実正 - 静子（三条公輝室） - 光子（竹田宮恒徳王（竹田恒徳）妃） - 恒正王（恒正） - 恒貴

#### 織田家信勝系昌澄流
光秀の娘と津田信澄の間に昌澄などが生まれる。昌澄は大坂の陣で豊臣方に加わるが助命され、のちに旗本となり家を残す。

#### その他

##### 伝承、落胤説、系統不明の子孫
- 坂本龍馬 - 坂本城に由来するという坂本家の家紋は組み合わせ角に桔梗だが、総合的にみて明智氏との関係はない可能性が高いとみられ、明智後裔説は後世の作家の創作と考えられている[224]。
- クリス・ペプラー／ALAN J - 兄弟どちらもタレント。母方の祖母が明智光秀の実子説がある土岐頼勝[注釈 58]の子孫。一次史料での確認はできていないが、歴史番組での検証結果などを受け、歴史研究家や日本家系図学会も「末裔と言って構わない」という見解を示した[225]。
- 明智ハナエリカ - 歌手。母はイタリア系メキシコ人。
- 三宅艮斎 - 祖父玄碩、父英庵を初め、代々医者の家系であった蘭方医。お玉ケ池種痘所（現・東京大学医学部の起源）の開設に携わる。
- 三宅秀 - 三宅艮斎の長男。東京大学医学部初代学部長。帝国大学医科大学長。日本初の医学博士の一人。
- 三宅鑛一 - 三宅秀の長男。東京大学医学部教授。
- 三宅仁 - 三宅鑛一の長男。東京大学医学部教授。
- 明智潔 - 明治時代になってから、残党狩りを逃れた光秀の子？の於隺丸（おづるまる）なる人物の子孫と自称し明田性から明智性に改姓。ただし於隺丸なる人物は現時点では史料上で一切確認できず、学術的には実在が否定されている架空の人物である。
- 明智滝朗、明智憲三郎 - 滝朗は明智潔の養子。憲三郎はその孫。主な著書に前者は『光秀行状記』、後者は『本能寺の変 431年目の真実』。

## 家臣

### 美濃衆
- 明智秀満
- 明智光忠
- 明智光近
- 池田輝家
- 可児吉長[注釈 59]
- 妻木広忠（妻木城主）
- 妻木範熈
- 妻木範賢
- 妻木範武
- 妻木範之
- 斎藤利三
- 斎藤利康
- 斎藤利宗
- 進士貞連
- 溝尾茂朝
- 肥田帯刀
- 肥田家澄
- 藤田行政
- 安田国継

### 旧幕臣
- 伊勢貞興
- 諏訪盛直
- 津田重久

### 近江衆
- 猪飼昇貞
- 林員清

### 山城衆
- 佐竹宗実
- 御牧景重（兼顕とも）
- 御牧景則

### 丹波衆
- 荒木氏綱
- 小畠永明
- 四王天政実
- 四王天政孝
- 酒井氏武（丹波大沢城城主、降伏後、明智氏に従う）
- 志賀政綱
- 中沢又五郎
- 並河易家
- 野々口西蔵坊
- 本城惣右衛門
- 松田政近

### 河内衆
- 津田正時

### 出自不詳
- 木村吉清

### 他家からの転仕
- 柴田勝定
- 津田信春
- 古川九兵衛
- 箕浦大内蔵
- 山崎長徳（朝倉氏旧臣）

### 他家に転仕
- 脇坂安治（光秀が黒井城を攻略した同年に秀吉の麾下に属した）

### 寄騎
- 磯谷久次
- 山本対馬守
- 渡辺昌

### 本能寺の変後に服属した諸将
- 阿閉貞大
- 阿閉貞征
- 池田景雄
- 一色義定
- 井戸良弘
- 小川祐忠
- 京極高次
- 後藤高治
- 狛綱吉
- 三箇頼照
- 多賀貞能
- 武田元明
- 能勢頼次
- 布施公保
- 水野守隆
- 山崎片家

### 明智姓を賜った人物
- 明智弥平次秀満（三宅弥平次）
- 明智次右衛門光忠（高山次右衛門光忠）
- 明智少兵衛茂朝（溝尾勝兵衛茂朝）
- 明智孫十郎直経（恩田孫十郎直経）
- 明智平三郎利成（斎藤平三郎利成）
- 明智半左衛門秀貞（猪飼野秀貞）
- 明智秀慶（佐竹出羽守宗実） - 高野（現・京都市）の国衆[226]
- 明智左近允（佐竹弥吉、明智出羽守宗実の弟）
- 明智永明（小畠永明）
- 明智伊勢千代丸（小畠伊勢千代丸、小畠永明の子）
- 明智掃部（並河掃部介易家）
- 明智九太夫（須知九太夫）

## 祭礼・イベント

### 知行地
- 亀岡光秀まつり[227]
- 光秀公正辰祭（御霊神社）
- 福知山ドッコイセ祭り

### 出生伝承地
- 光秀まつり（岐阜県恵那市の旧明智町、5月3日）[37]

## 関連作品

### 人形浄瑠璃・歌舞伎
- 『三日太平記』：1767年、近松半二・三好松洛・八民平七共作
- 『仮名写安土問答』：1780年、近松半二・近松東南・近松能輔・若竹笛躬共作
- 『絵本太功記』：1799年、近松柳・近松湖水軒・近松千葉軒共作
- 『時今也桔梗旗揚』：1808年、四代目鶴屋南北作

### 戯曲
- 『明智光秀』：1957年、福田恆存作（文藝春秋、ISBN 978-4163641607）[注釈 60]

### 小説
- 『明智光秀』：1910年、奥村恒次郎著
- 『咲庵』：1964年、中山義秀著 （講談社、のち中公文庫）
- 『幽鬼』：1968年、井上靖著 （短編集『楼蘭』所収、新潮文庫）
- 『国盗り物語』：1971年、司馬遼太郎著（新潮文庫）
- 『逆軍の旗』：1976年、藤沢周平著（青樹社、文春文庫）
- 『桔梗の旗風』：1983年 南条範夫著（文藝春秋）
- 『明智光秀』：1988年、徳永真一郎著（PHP研究所、ISBN 4-569-56405-4）
- 『鬼と人と 信長と光秀』：1989年、堺屋太一著（PHP研究所）
- 『明智光秀』：1991年、早乙女貢著（文藝春秋、ISBN 4-16-723024-0）
- 『明智光秀 本能寺の変』：1991年、浜野卓也著（講談社火の鳥伝記文庫、ISBN 4-06-147578-9）
- 『反・太閤記 — 光秀覇王伝』：1991年、桐野作人著 （学習研究社）
- 『光秀の十二日』：1993年、羽山信樹著（新人物往来社、ISBN 9784404020420）
- 『明智光秀の生涯―歴史随想』：1996年、二階堂省著（近代文芸社、ISBN 978-4773349146）
- 『湖影』：1998年、中島道子著（KTC中央出版、ISBN 978-4877580797）
- 『本能寺』：2004年、池宮彰一郎著（角川書店、ISBN 978-4043687015）
- 『是非に及ばず』：2006年、山口敏太郎 著 （青林堂、ISBN 4-7926-0386-2）
- 『明智光秀物語 浅き夢見し』：2006年、高橋和島 著 （廣済堂出版、ISBN 978-4331612293）
- 『天眼 ─ 光秀風水綺譚』：2007年、戸矢学著（河出書房新社、ISBN 978-4309018348）
- 『覇王の番人』：2008年、真保裕一著 （講談社、ISBN 4-7926-0393-5）
- 『明智軍戦記』：2010年、神宮寺元著 （学研プラス）
- 『大逆本能寺』：2010年、円堂晃著（角川書店、ISBN 978-4890632640）
- 『明智光秀転生―逆賊から江戸幕府黒幕へ』：2011年、伊牟田比呂多著 （海鳥社、ISBN 978-4874158210）
- 『光秀の定理』：2013年、垣根涼介著 （角川書店、ISBN 978-4041105221）
- 『本能寺の変 つくられた謀反人 光秀』：2014年、岡野正昭著（幻冬舎、 ISBN 978-4-344-97127-1）
- 「純白き鬼札」2015年、冲方丁著（初出：『決戦！本能寺』収録、講談社、2015年、ISBN 978-4062198035）
- 『明智大戦記』：2015年、竹中亮著（徳間書店、ISBN 978-4198939816）
- 『光秀の選択』 : 2020年、鈴木輝一郎著（毎日新聞出版、ISBN 978-4-620-10850-6）

### 書籍(ノンフィクション)
- 信原克哉 『明智光秀と旅』ブックハウスＨＤ、2005年

### 映画
- 『敵は本能寺にあり』（1960年、松竹、演：八代目松本幸四郎）[注釈 61]
- 『首』（2023年、KADOKAWA、演：西島秀俊）

### テレビドラマ
- 国盗り物語（1973年、NHK大河ドラマ、演：近藤正臣）
- 国盗り物語（2005年、テレビ東京、演：渡部篤郎）
- 明智光秀〜神に愛されなかった男〜（2007年、フジテレビ、演：唐沢寿明）
- 麒麟がくる（2020年、NHK大河ドラマ、演：長谷川博己）[注釈 62]
- 光秀のスマホ（2020年、NHK、演：山田孝之）

### 漫画
- 里中満智子『戦国美濃の群像 : 濃姫・蘭丸・光秀・・・その生涯』岐阜県企画 2001.3
- もとむらえり『愛しの焔 〜ゆめまぼろしのごとく〜』（2007年 - 、FlexComixフレア）
- 石井あゆみ『信長協奏曲』（2009年 - 、小学館）
- 梶川卓郎『信長のシェフ』（2011年 - 2024年、芳文社、原作 西村ミツル）
- そにしけんじ『ねこねこ日本史』（2014年 - 、実業之日本社）
- 山田芳裕『へうげもの』（2005年 - 2017年、講談社） - 本能寺の変に至る策謀の中で、主人公の古田織部、及び重要人物である千利休の哲学やテーマでもある「数寄」に重大な影響を与えた人物として描かれている。
- コミック版日本の歴史25 戦国人物伝 明智光秀（2011年、「企画・構成・監修:加来耕三」「原作:すぎたとおる」「作画:早川大介」、ポプラ社)[233]
- 藤堂裕『信長を殺した男』（2017年 - 2020年、秋田書店）
- 重野なおき『明智光秀放浪記』（2019年、マンガPark）
- マンガで見る　決戦！日本史　明智光秀と本能寺の変(2019年、「監修:加来耕三」「原作:月川明大」「作画:かわのいちろう」、東京書店)[234]
- 甲斐谷忍『新・信長公記〜ノブナガくんと私〜』（2019年 - 、講談社）

### テレビアニメ
- 『ねこねこ日本史』（2016年 - 、Eテレ、声：浜添伸也）

### 楽曲
- 三善英史「悪名〜明智光秀」（1973年、詞：佐伯孝夫、曲：冬木透。コンピレーション・アルバム『戦国の武将』（規格品番：SJX-155）収録）
- 浜北弘二「明智光秀」（2002年、詞：成瀬幸雄、曲：渥美全弘）
- さくらゆき「本能寺〜水色桔梗〜」（2014年、詞・曲：遠野ゆき）

### テレビ番組
- 古舘トーキングヒストリー 〜戦国最大のミステリー 本能寺の変、完全実況〜（2018年、テレビ朝日、演：大杉漣）
- 偉人たちの謝罪会見 (2023年6月３日、NHK、演 : 梶原善)

### 舞台
- 吉本新喜劇『オールスター太閤記』（1995年 - 演：池乃めだか）[注釈 63]
- 宝塚歌劇団『ささら笹舟―明智光秀の光と影―』（1983年、谷正純作。2000年-演：貴城けい）
- TEAM NACS ニッポン公演「WARRIOR〜唄い続ける侍ロマン」（2012年、演：大泉洋）

### ゲーム
- SIMPLEシリーズ『SIMPLE2000シリーズ Vol.118 THE 落武者 ～怒獲武サムライ登場～』（2007年 、ディースリー・パブリッシャー）
- 『戦国無双』シリーズ（2004年- 、コーエー、声：緑川光）
- 『戦国BASARA』シリーズ（2005年- 、カプコン、声：速水奨）
- 下天の華（2013年 、コーエー、声：野島健児）
- 仁王2（2020年、コーエーテクモゲームス、声：三上哲）

### 彫刻
- 『明智光秀公ブロンズ像』（神戸峰男、2020年） - 可児市明智城跡に設置[235][236]。
- 『明智光秀公像』（とーじ・まサトシ（田路雅敏）、2021年） - 亀岡市南郷公園に設置[237]。
- 『大鹿毛』（ピエールイジ・マンチーニ、2025年） - 明智光秀の愛馬とされる「大鹿毛（おおかげ）」をイメージしている。名古屋鉄道明智駅隣の明智公園に設置[238]。

### 絵画
- 『英雄三十六歌撰 明智光秀』（右田年英、1893年）[239]